# Astropecten
Étoiles-peignes
Genre
Astropecten est un genre d'étoiles de mer de la famille des Astropectinidae. On les trouve sur les fonds sableux où elles vivent souvent enterrées à faible profondeur dans le sédiment ; leurs rangées d'épines les font appeler « étoiles-peignes ».

## Caractéristiques

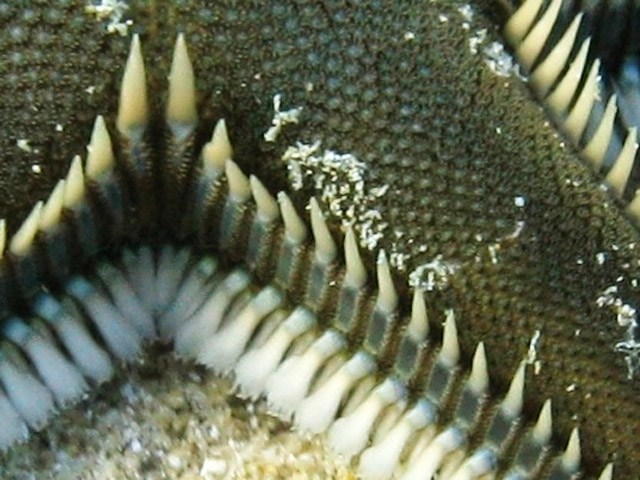
Ossicules d'une Astropecten bispinosus.

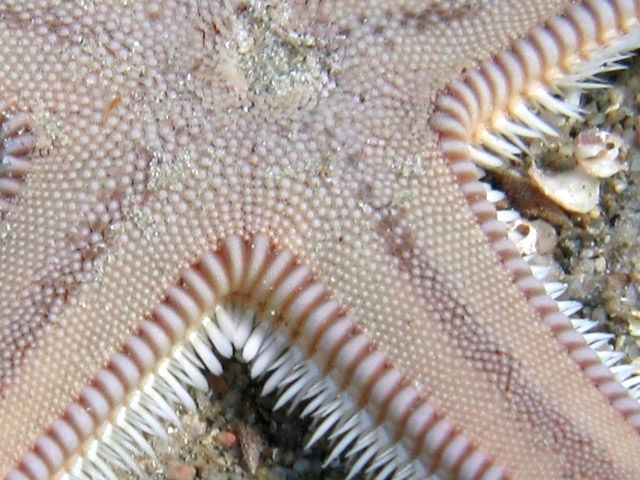
Ossicules d'une Astropecten irregularis.

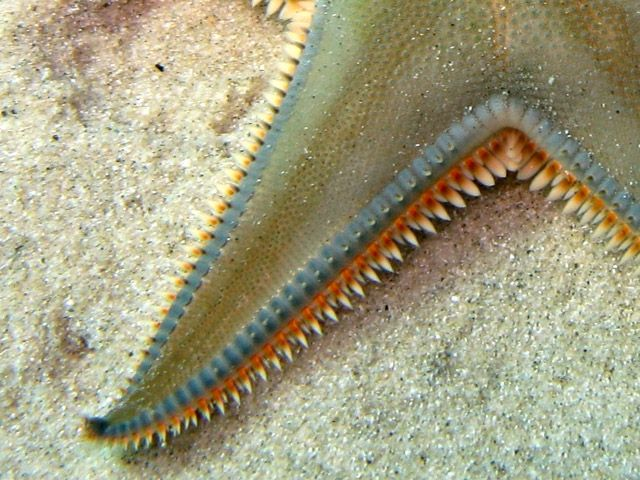
Ossicules d'une Astropecten jonstoni.

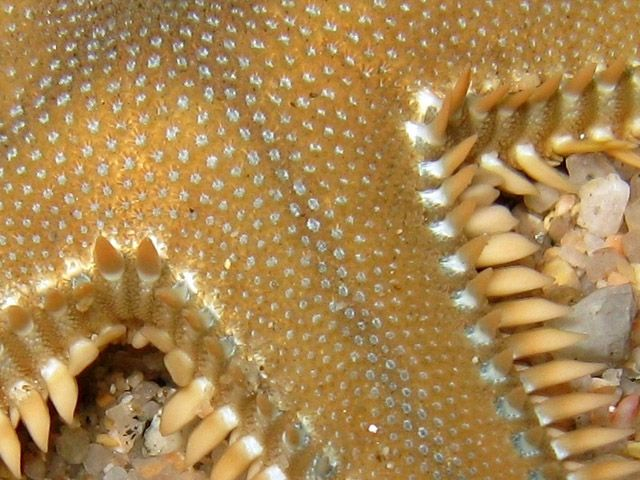
Ossicules plates d'une Astropecten platyacanthus.

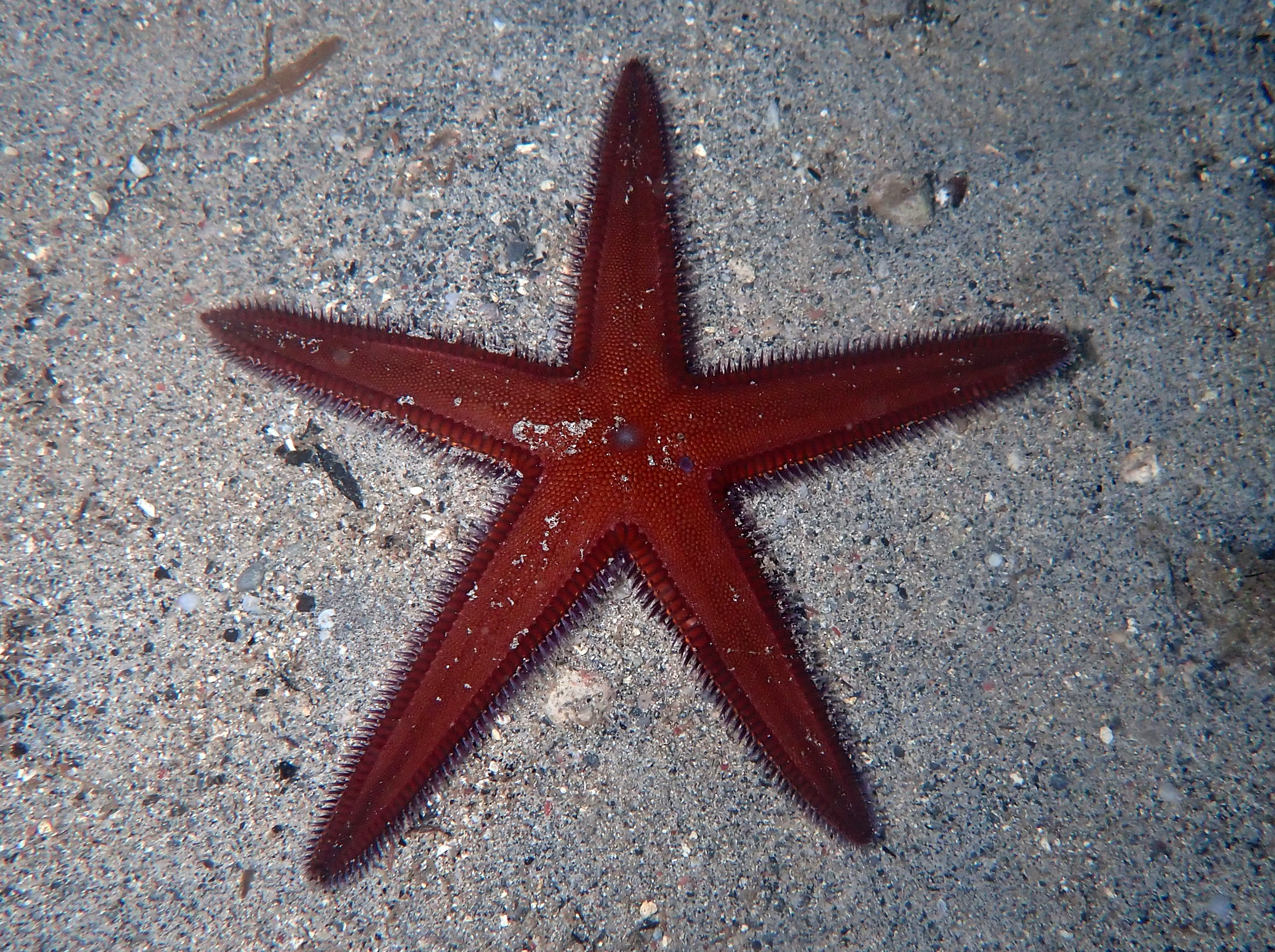
Astropecten africanus.

Ce sont des étoiles régulières, pourvues de cinq bras triangulaires bordés de denticules articulées (« épines marginales ») servant à creuser le sable : ce sont ces épines qui font surnommer ces étoiles « étoiles-peignes ». Ces épines bordent toute la périphérie, et sont supportées par deux rangées de plaques marginales, couvertes d'épines respectivement inféromarginales et supéromarginales. La face supérieure (« aborale ») est couverte de paxilles. Les podia sont pointus, dépourvus de ventouse, et pourvus d'ampoules doubles.
Ces étoiles sont très largement réparties et peuvent être très abondantes dans les sédiments riches.
Les nombreuses espèces de ce genre sont cependant très difficiles à différencier hors d'un laboratoire spécialisé ; pour les espèces méditerranéennes, il existe cependant des guides. 

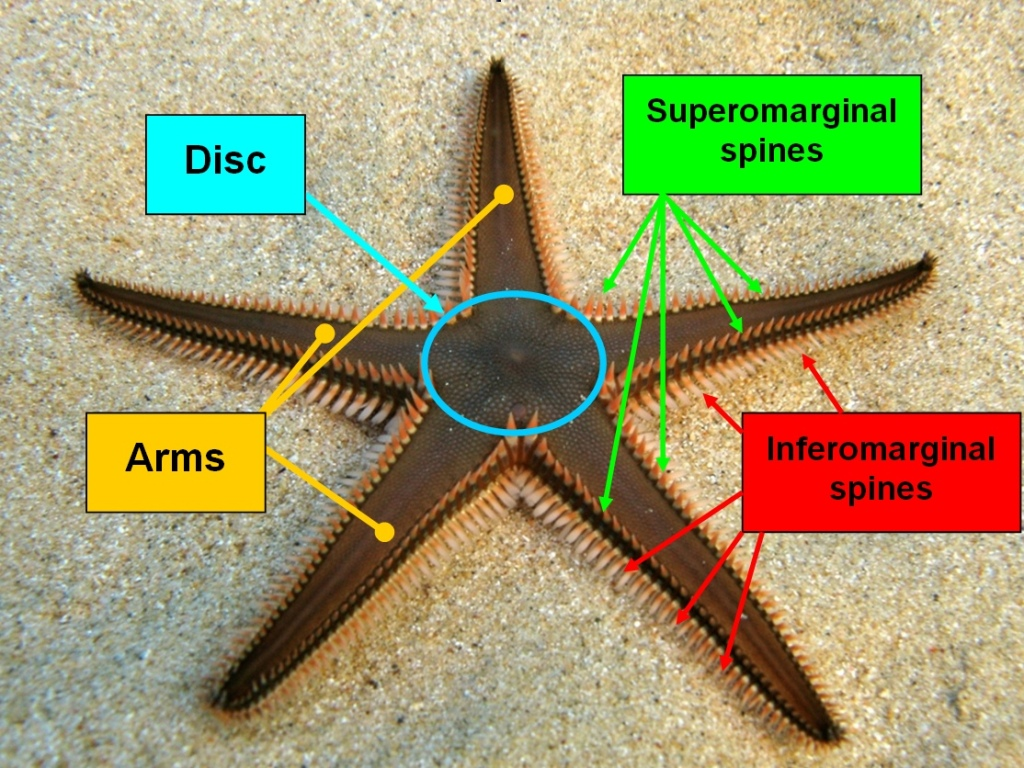
Allure générale d'une Astropecten.
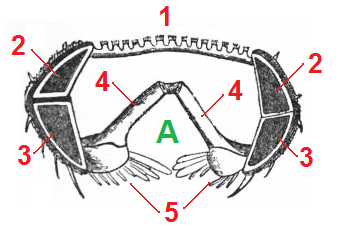
Schéma d'un bras en coupe. 1=papules et paxilles, 2=plaque supéromarginale, 3=plaque inféromarginale, 4=plaques ambulacraires, 5=plaques adambulacraires.
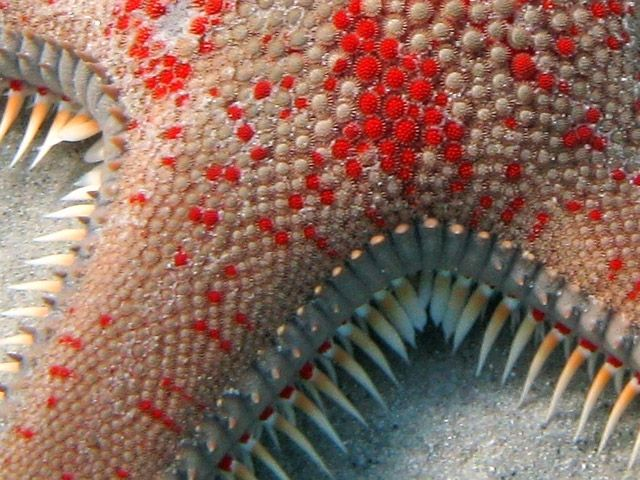
Détail des ossicules (Astropecten aranciacus)
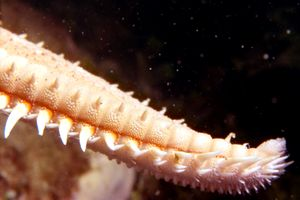
Détail d'un bout de bras (Astropecten aranciacus).

### Ressemblance avecArchaster
Ces espèces partagent presque la même écologie que les espèces du genre Archaster (également appelées « sand stars » en anglais), et la convergence évolutive les a rendues très similaires physiquement, alors qu'elles sont très éloignées génétiquement. Cependant on peut les distinguer par certains critères :
- les Archaster présentent une ligne radiale au milieu de chaque bras (composée de plaques carinales modifiées), contrairement aux Astropecten qui sont couvertes de paxilles relativement indifférenciées ;
- comme toutes les Valvatida, les Archaster ont des podia pourvus de ventouses, alors que ceux des Astropecten sont pointus et incapables d'agripper ;
- les Astropecten ont des bras plus courts et plus larges, avec une surface légèrement moins plate ;
- les Astropecten ont des épines plus nombreuses, de section ronde et pointues[2].
- Les Archaster ont un anus, contrairement aux Astropecten (qui rejettent par la bouche, comme les ophiures).

## Taxinomie
Liste des espèces
Selon World Register of Marine Species (22 février 2014) :
- Astropecten acanthifer, Sladen, 1883
- Astropecten acutiradiatus, Tortonese, 1956
- Astropecten africanus, Koehler, 1911
- Astropecten alatus, Perrier, 1875
- Astropecten alligator, Perrier, 1881
- Astropecten americanus, Verrill, 1880
- Astropecten anacanthus, H.L. Clark, 1926
- Astropecten andersoni, Sladen, 1888
- Astropecten antillensis, Lütken, 1859
- Astropecten aranciacus, (Linnaeus, 1758)
- Astropecten armatus, Gray, 1840
- Astropecten articulatus, (Say, 1825)
- Astropecten bandanus, Doderlein, 1917
- Astropecten bengalensis, Doderlein, 1917
- Astropecten benthophilus, Ludwig, 1905
- Astropecten bispinosus, (Otto, 1823)
- Astropecten brasiliensis, Müller & Troschel, 1842
- Astropecten brevispinus, Sladen, 1883
- Astropecten carcharicus, Doderlein, 1917
- Astropecten caribemexicanensis, Caso, 1990
- Astropecten celebensis, Doderlein, 1917
- Astropecten cingulatus, Sladen, 1833
- Astropecten comptus, Verrill, 1915
- Astropecten debilis, Koehler, 1910
- Astropecten dubiosus, Mortensen, 1925
- Astropecten duplicatus, Gray, 1840
- Astropecten eremicus, Fisher, 1913
- Astropecten eucnemis, Fisher, 1919
- Astropecten euryacanthus, Lutken, 1871
- Astropecten exiguus, Ludwig, 1905
- Astropecten exilis, Mortensen, 1933
- Astropecten fasciatus, Doderlein, 1926
- Astropecten formosus, Sladen, 1878
- Astropecten fragilis, Verrill, 1870
- Astropecten gisselbrechti, Doderlein, 1917
- Astropecten granulatus, Müller & Troschel, 1842
- Astropecten griegi, Koehler, 1909
- Astropecten gruveli, Koehler, 1911
- Astropecten guineensis, Koehler, 1911
- Astropecten hawaiiensis, Doderlein, 1917
- Astropecten hemprichi, Müller & Troschel, 1842
- Astropecten hermatophilus, Sladen, 1883
- Astropecten huepferi, Koehler, 1914
- Astropecten ibericus, Perrier, 1894
- Astropecten imbellis, Sladen, 1883
- Astropecten indicus, Doderlein, 1888
- Astropecten inutilis, Koehler, 1910
- Astropecten irregularis, (Pennant, 1777)
- Astropecten jarli, Madsen, 1950
- Astropecten javanicus, Lutken, 1871
- Astropecten jonstoni, (Delle Chiaje, 1827)
- Astropecten kagoshimensis, de Loriol, 1899
- Astropecten latespinosus, Meissner, 1892
- Astropecten leptus, H.L. Clark, 1926
- Astropecten liberiensis, Koehler, 1914
- Astropecten luzonicus, Fisher, 1913
- Astropecten malayanus, Doderlein, 1917
- Astropecten mamillatus, Koehler, 1914
- Astropecten marginatus, Gray, 1840
- Astropecten mauritianus, Gray, 1840
- Astropecten michaelseni, Koehler, 1914
- Astropecten minadensis, Doderlein, 1917
- Astropecten monacanthus, Sladen, 1883
- Astropecten nitidus, Verrill, 1915
- Astropecten novaeguineae, Doderlein, 1917
- Astropecten nuttingi, Verrill, 1915
- Astropecten orientalis, Doderlein, 1917
- Astropecten ornatissimus, Fisher, 1906
- Astropecten orsinii, Leipoldt, 1895
- Astropecten pedicellaris, Fisher, 1913
- Astropecten petalodea, Retzius, 1805
- Astropecten platyacanthus, (Philippi, 1837)
- Astropecten polyacanthus,  Müller & Troschel, 1842
- Astropecten preissi, Müller & Troschel, 1843
- Astropecten primigenius, Mortensen, 1925
- Astropecten productus, Fisher, 1906
- Astropecten progressor, Doderlein, 1917
- Astropecten pugnax, Koehler, 1910
- Astropecten pulcherrimus, H.L. Clark, 1938
- Astropecten pusillulus, Fisher, 1906
- Astropecten pusillus, Sluiter, 1889
- Astropecten regalis, Gray, 1840
- Astropecten sanctaehelenae, Mortensen, 1933
- Astropecten sarasinorum, Doderlein, 1917
- Astropecten scoparius, Müller & Troschel, 1842
- Astropecten siderialis, Verrill, 1914
- Astropecten sinicus, Doderlein, 1917
- Astropecten spiniphorus, Madsen, 1950
- Astropecten spinulosus, (Philippi, 1837)
- Astropecten sulcatus, Ludwig, 1905
- Astropecten sumbawanus, Doderlein, 1917
- Astropecten tamilicus, Doderlein, 1888
- Astropecten tasmanicus, H.E.S Clark & D.G. McKnight, 2000
- Astropecten tenellus, Fisher, 1913
- Astropecten tenuis, (Bell, 1894)
- Astropecten timorensis, Doderlein, 1917
- Astropecten triacanthus, (Goto, 1914)
- Astropecten triseriatus, Müller & Troschel, 1843
- Astropecten umbrinus, Grube, 1866
- Astropecten validispinosus, Oguro, 1982
- Astropecten vappa, Müller & Troschel, 1843
- Astropecten variegatus, Mortensen, 1933
- Astropecten velitaris, von Martens, 1865
- Astropecten verrilli, deLoriol, 1899

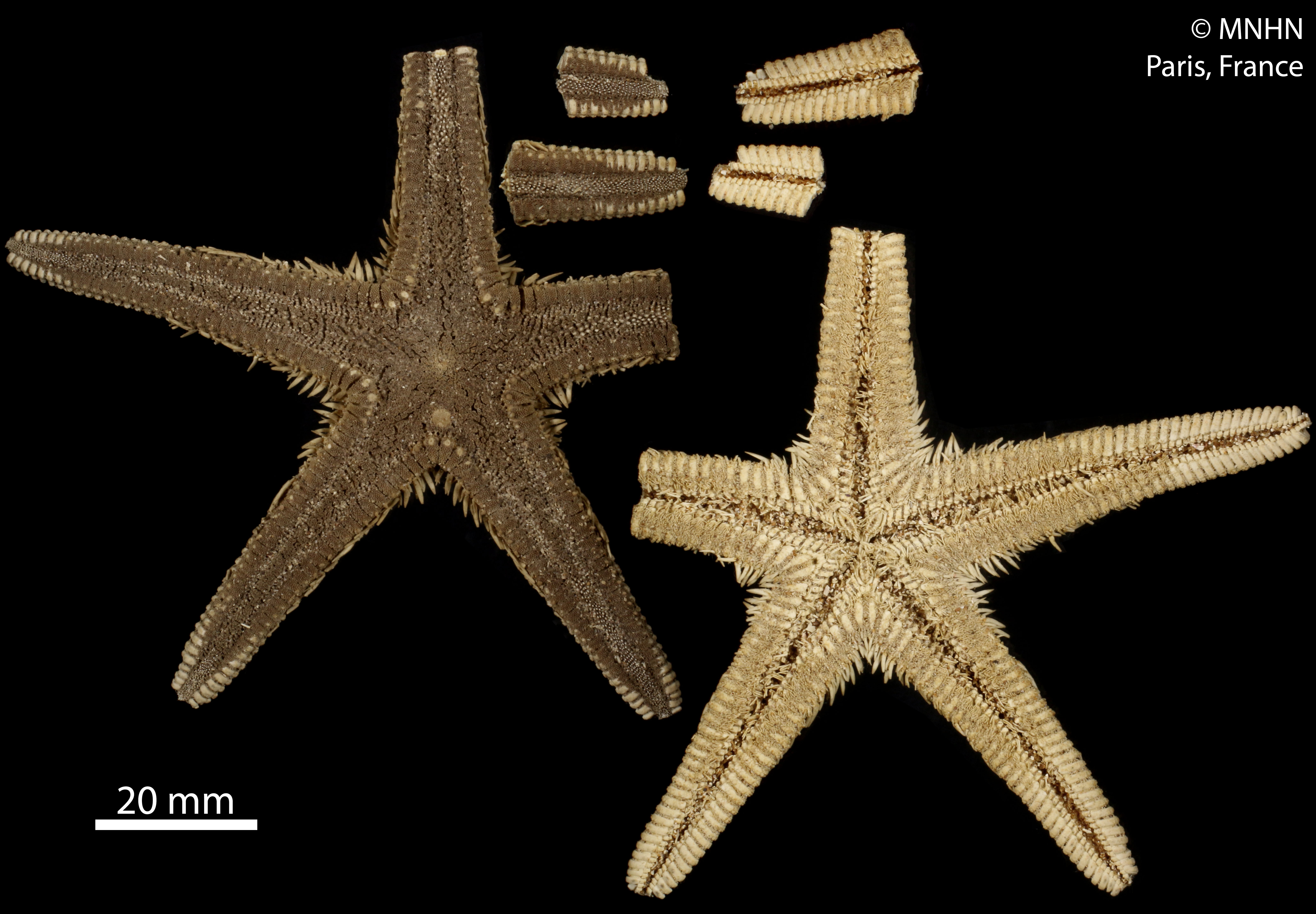
Astropecten africanus (MNHN)
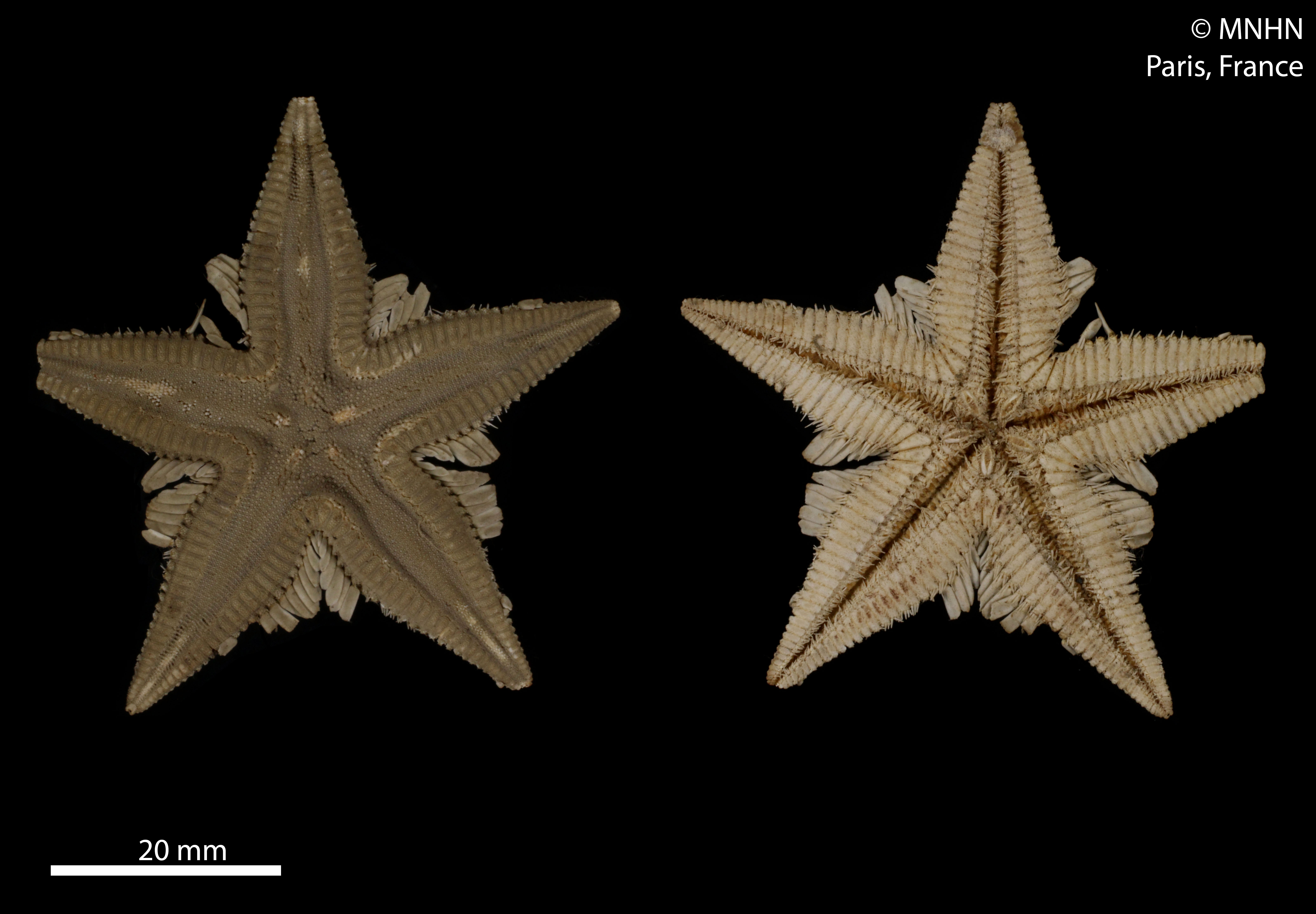
Astropecten alatus (MNHN)
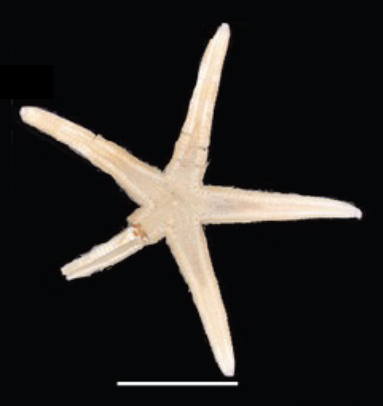
Astropecten alligator
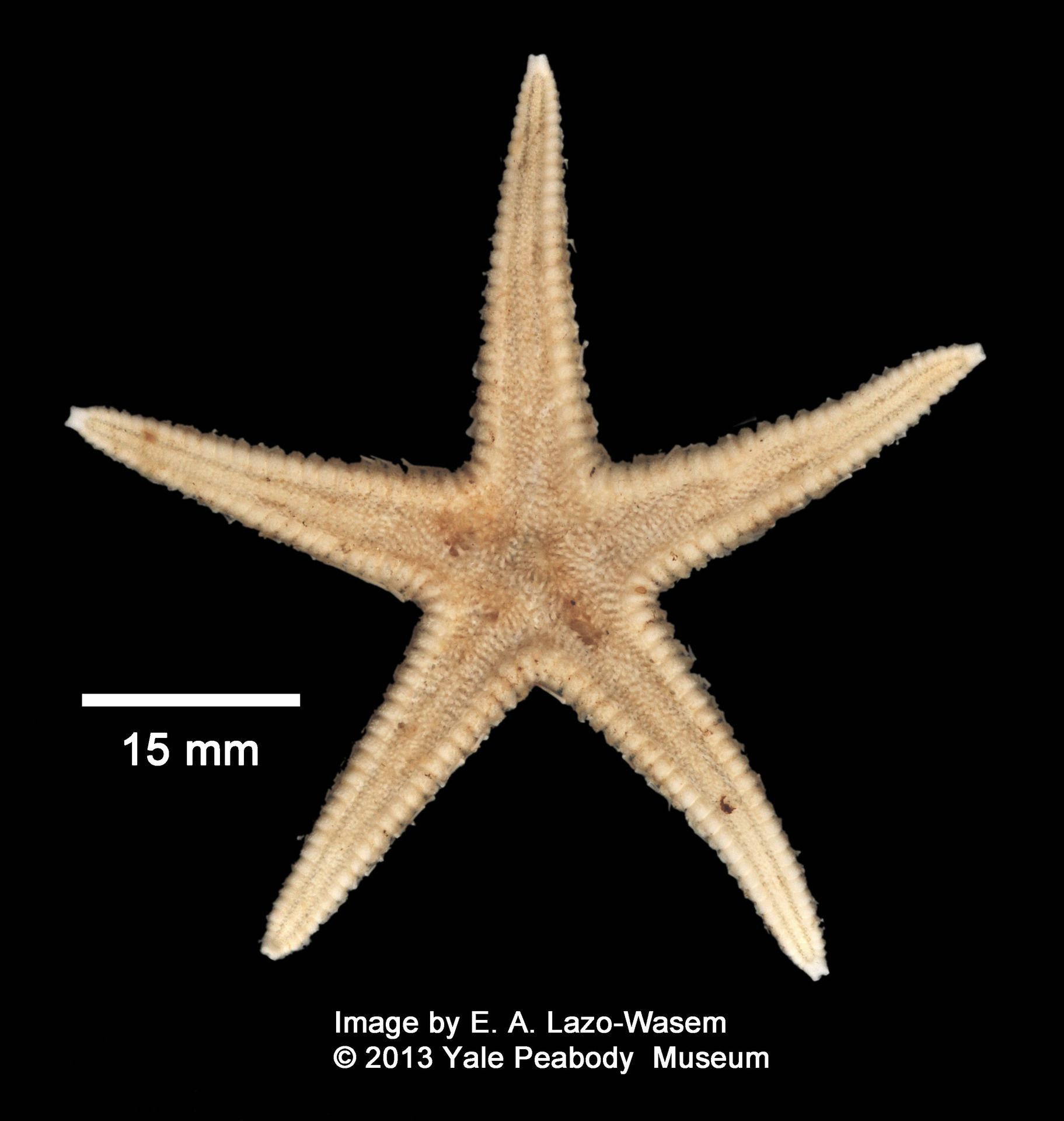
Astropecten americanus
Astropecten antillensis
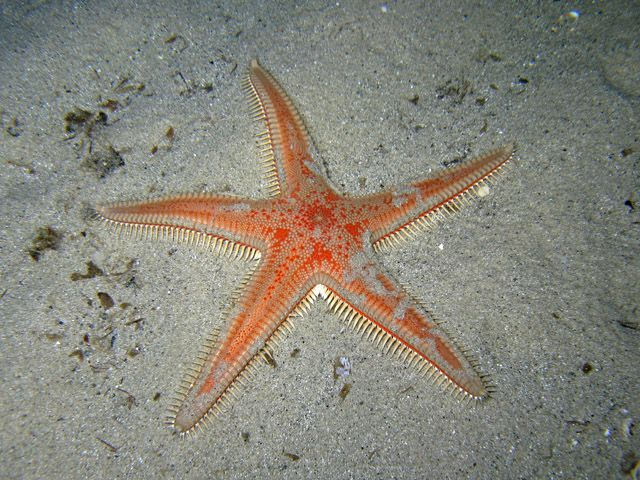
Astropecten aranciacus
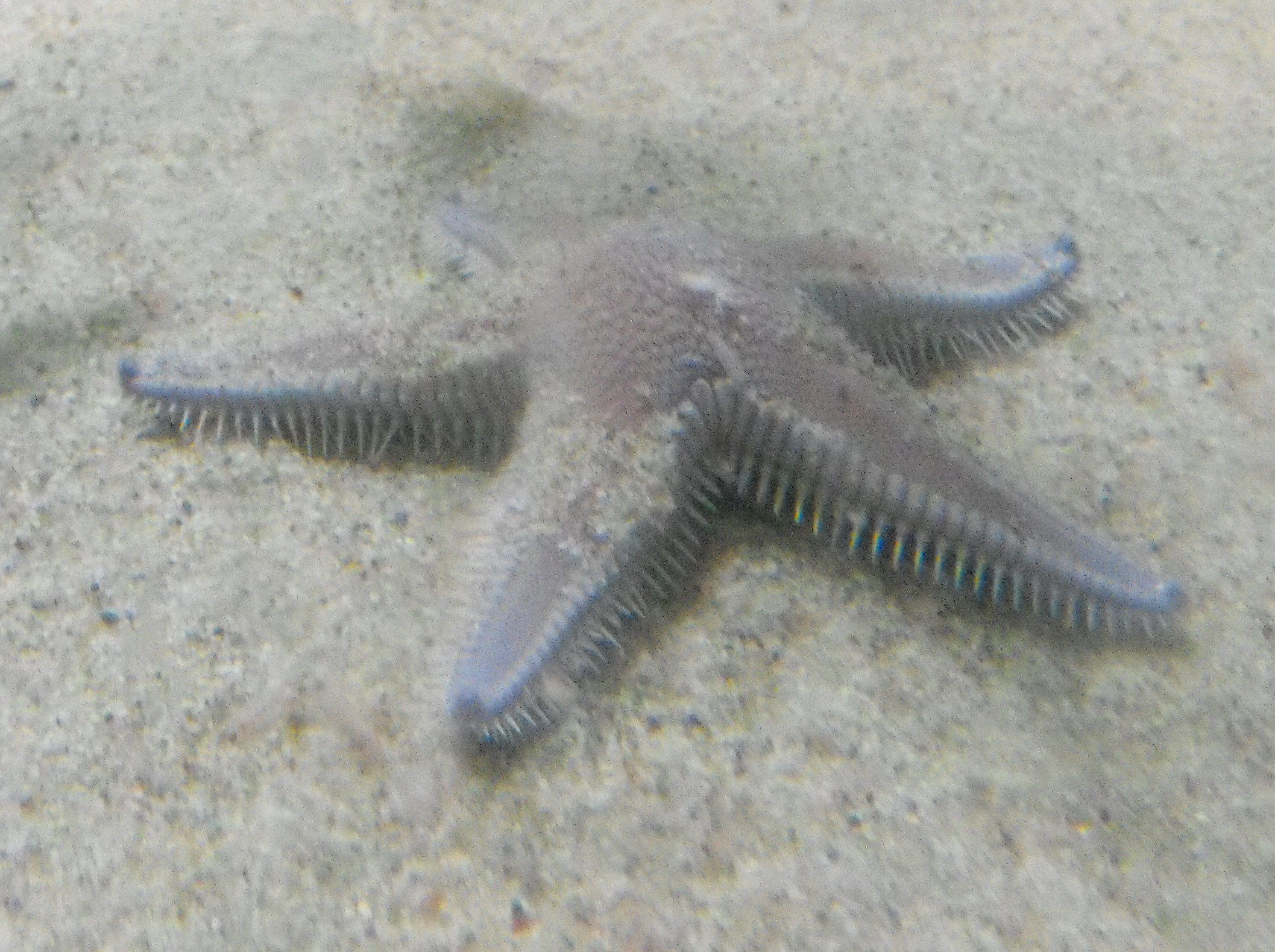
Astropecten armatus
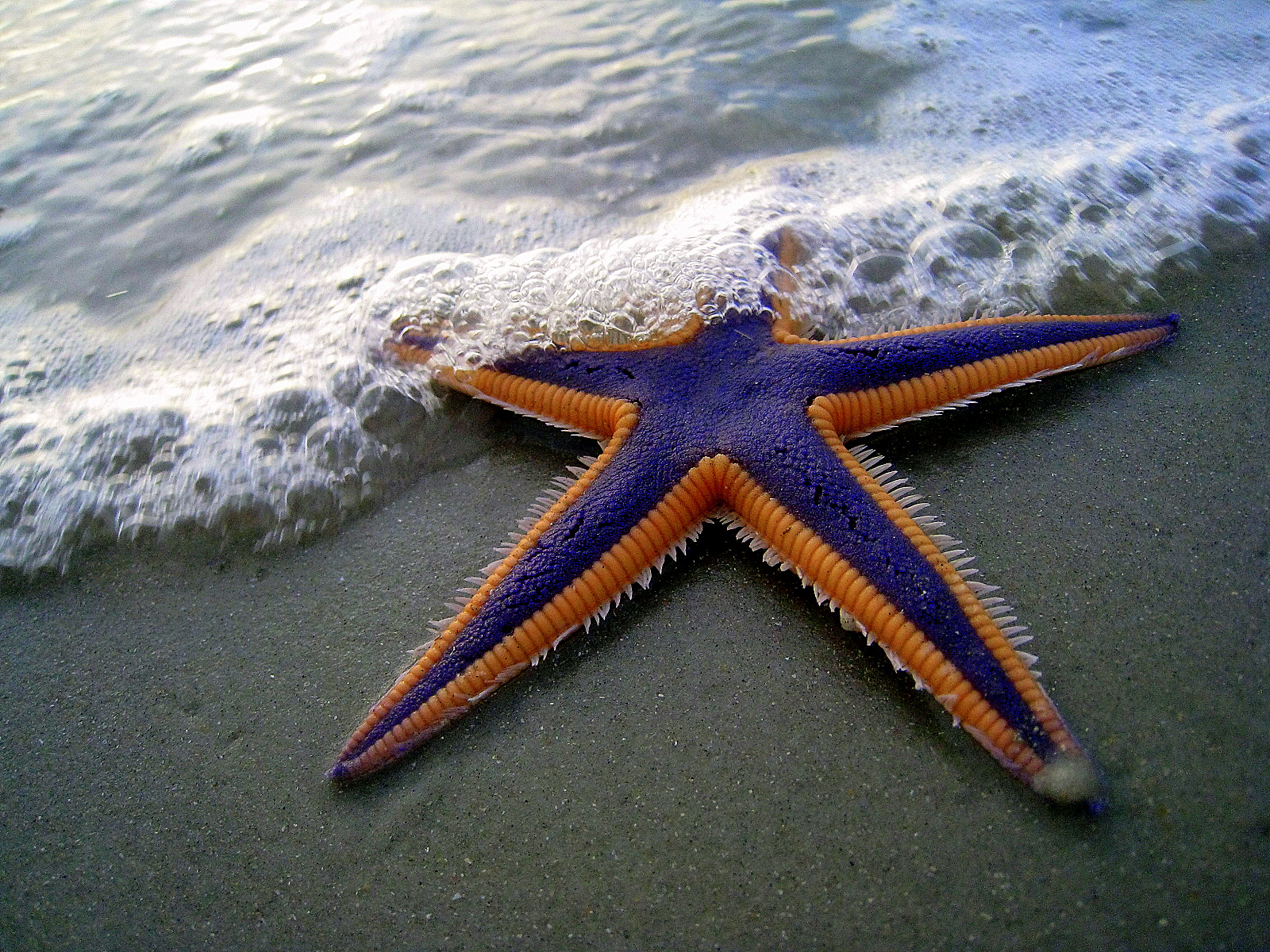
Astropecten articulatus
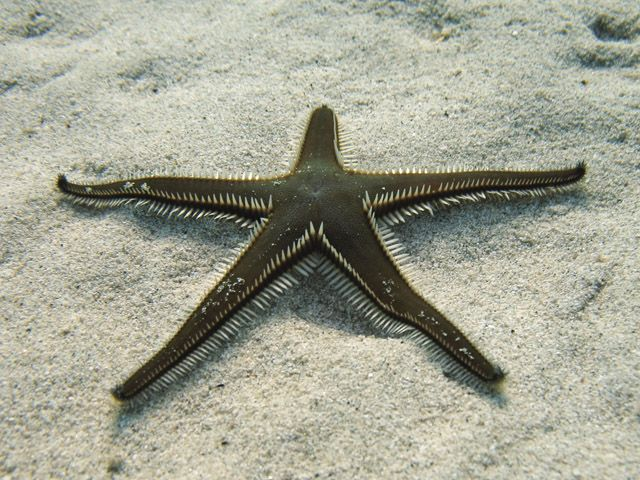
Astropecten bispinosus
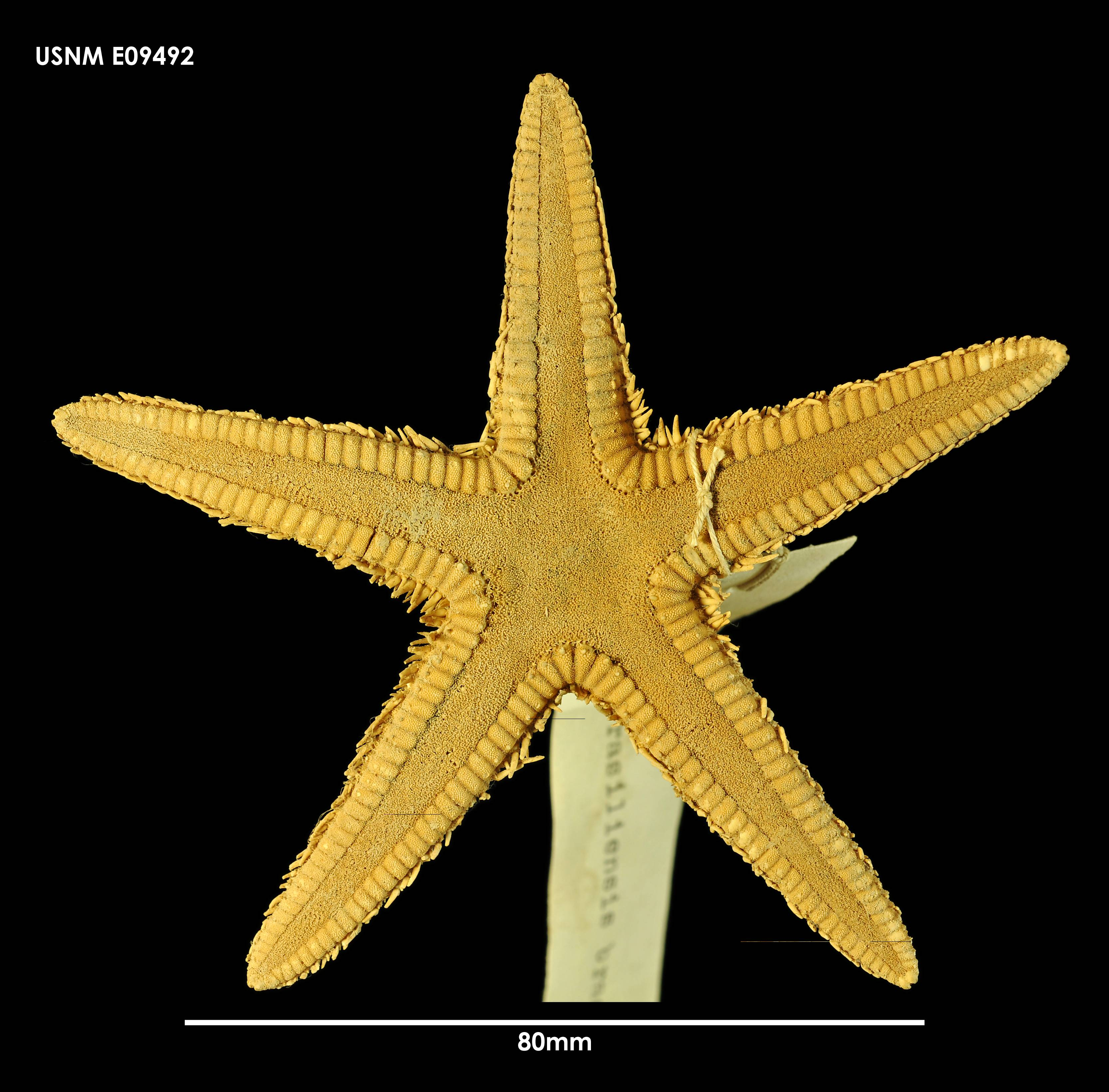
Astropecten brasiliensis (USNM)
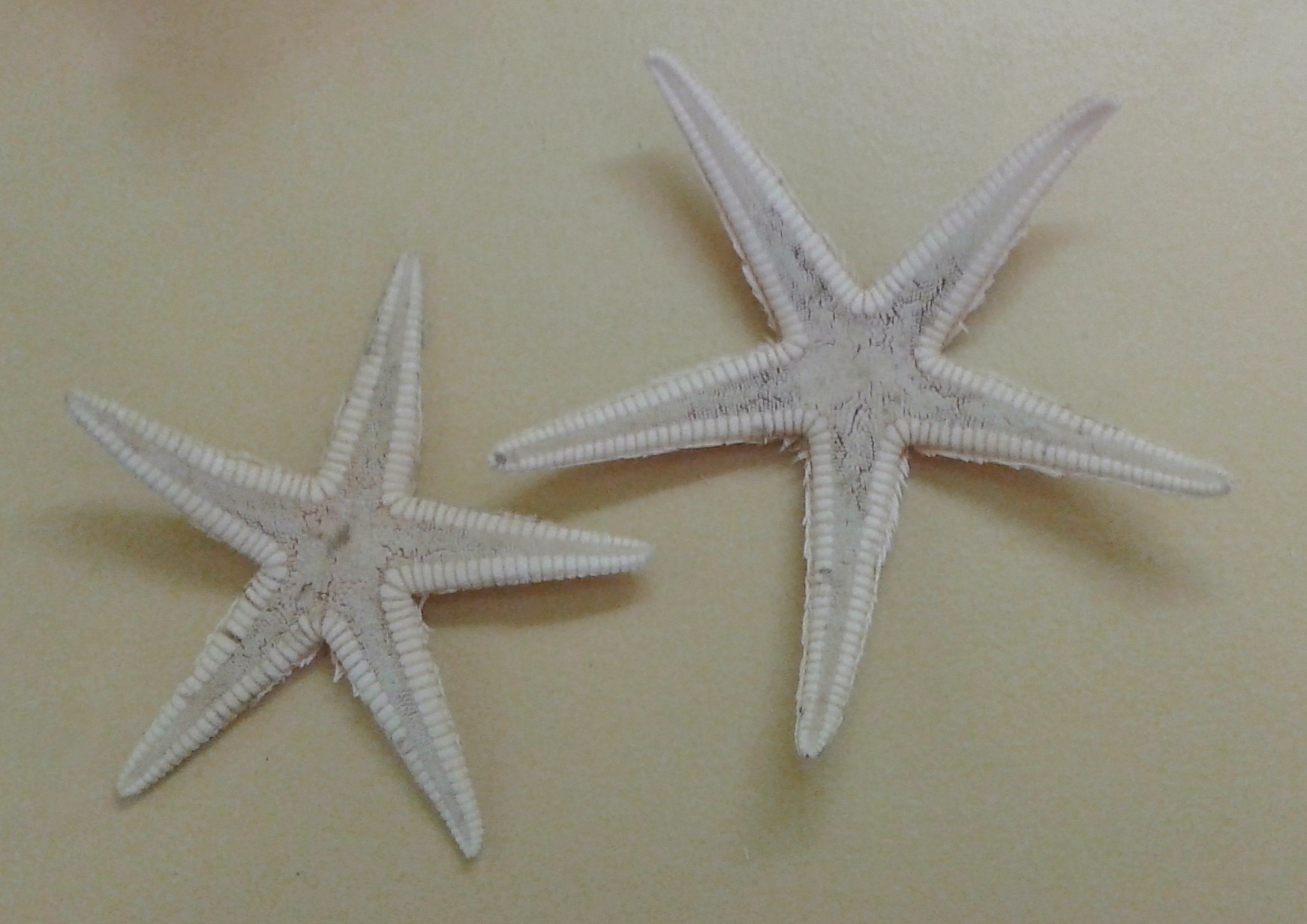
Astropecten cingulatus
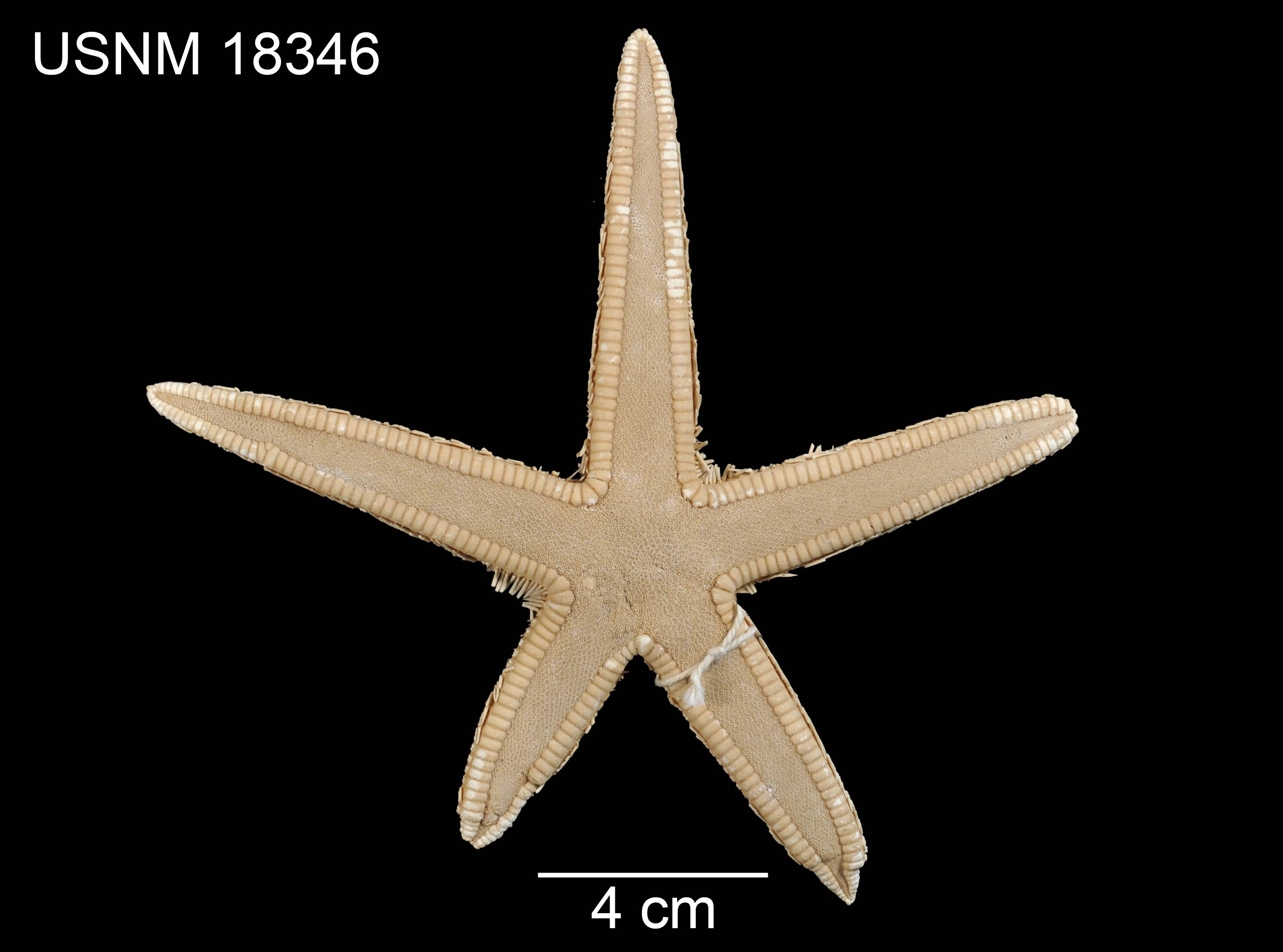
Astropecten comptus (USNM)
Astropecten dubiosus (NHMD)
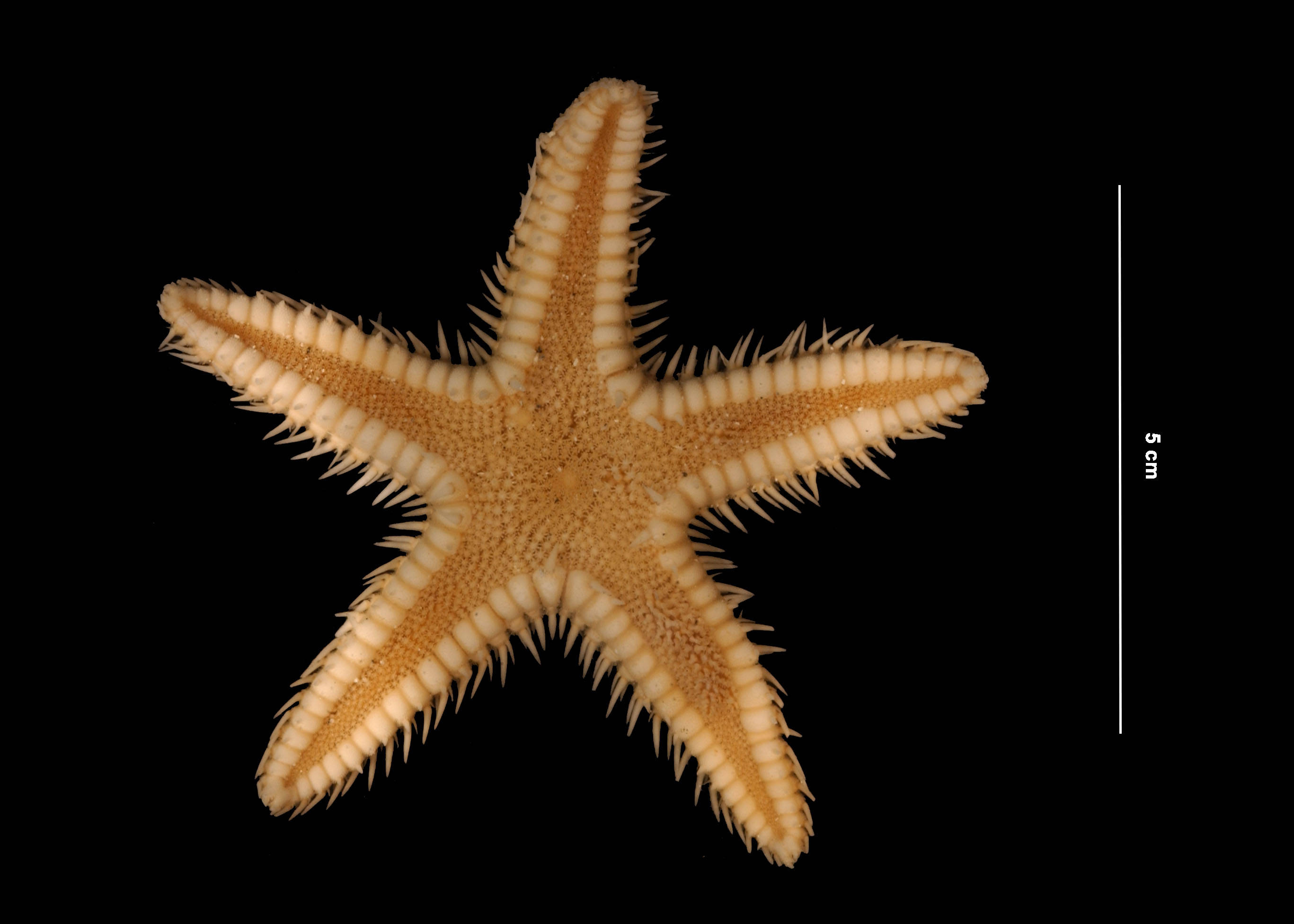
Astropecten duplicatus (USNM)
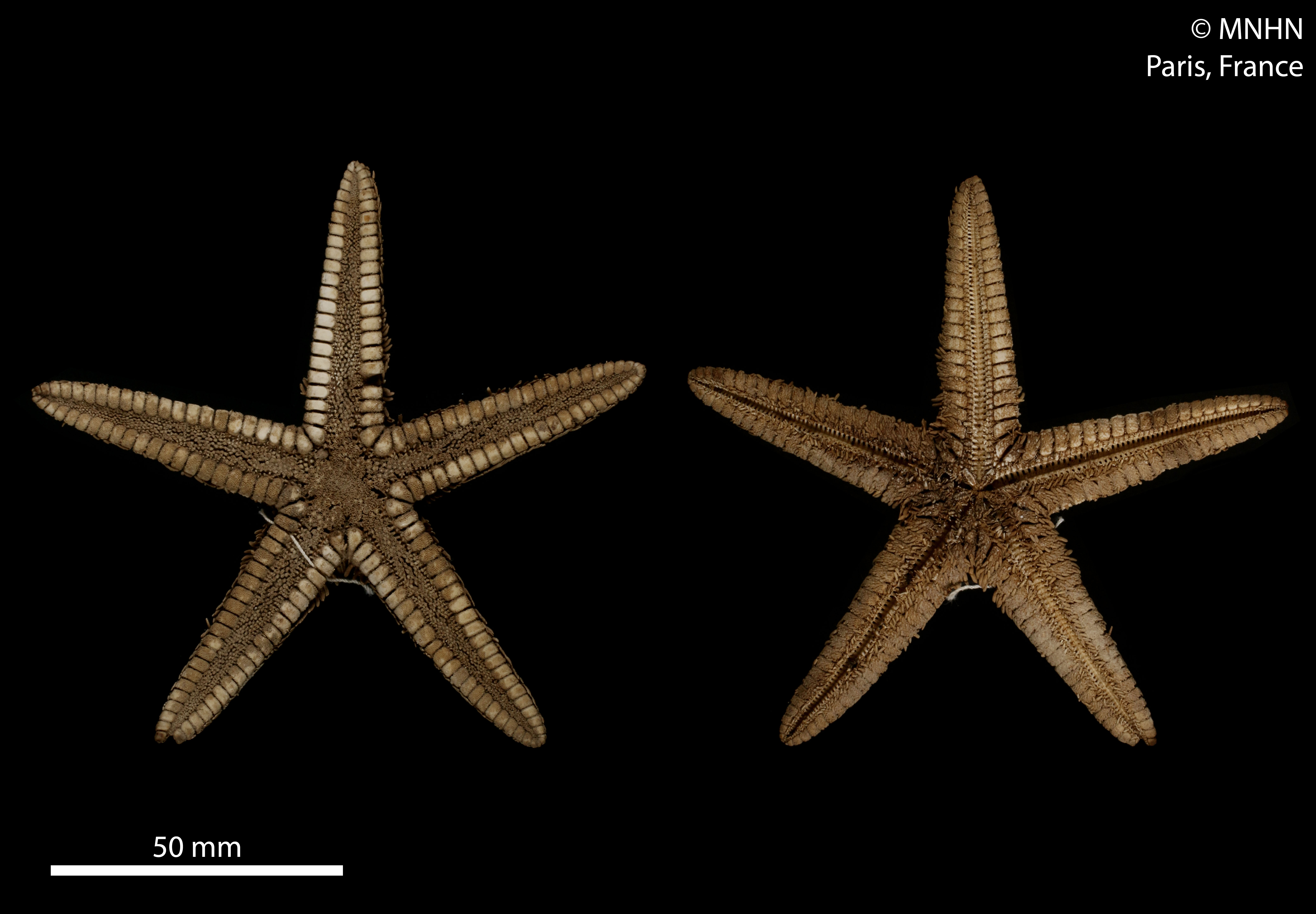
Astropecten dussumieri (MNHN)
Astropecten euryacanthus
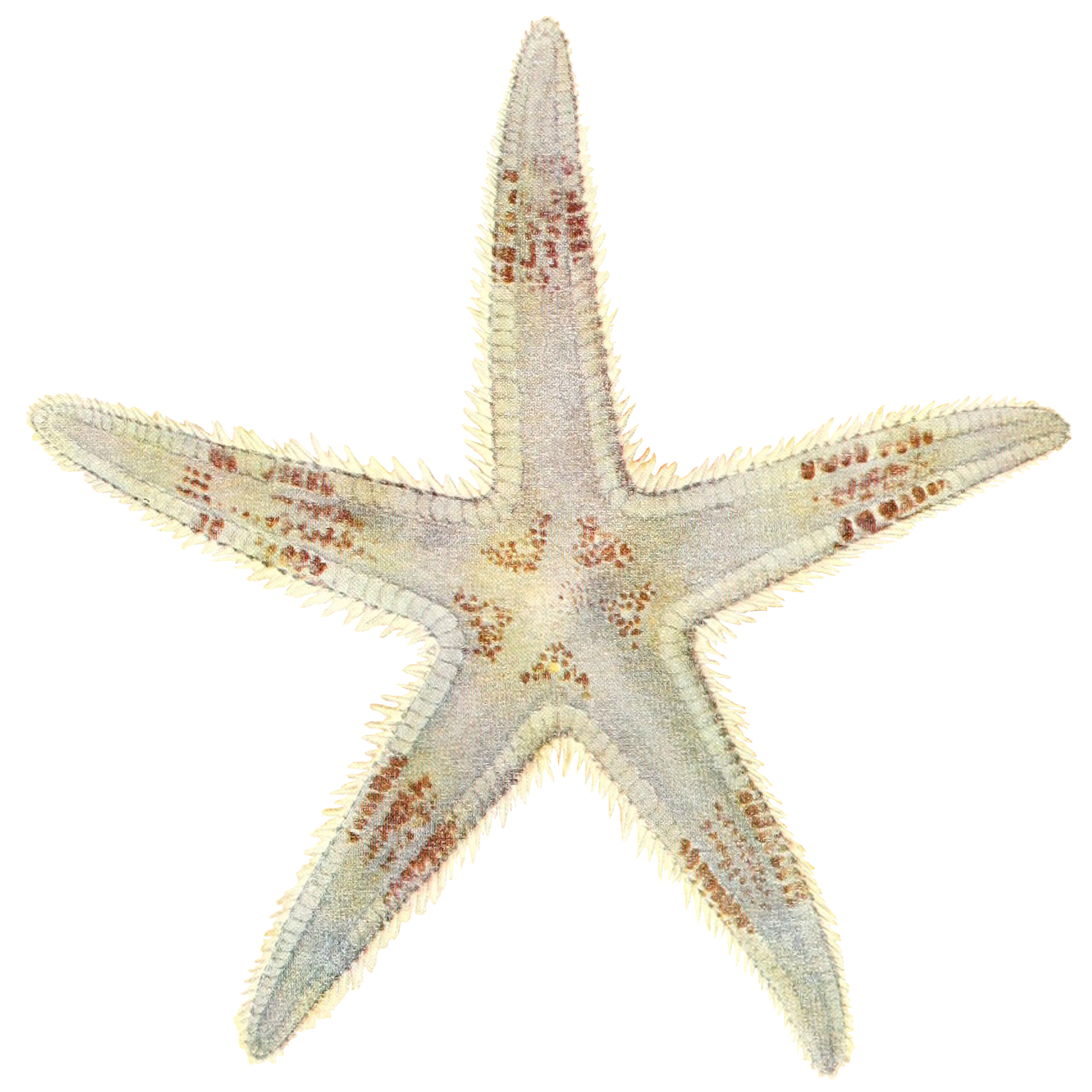
Astropecten granulatus
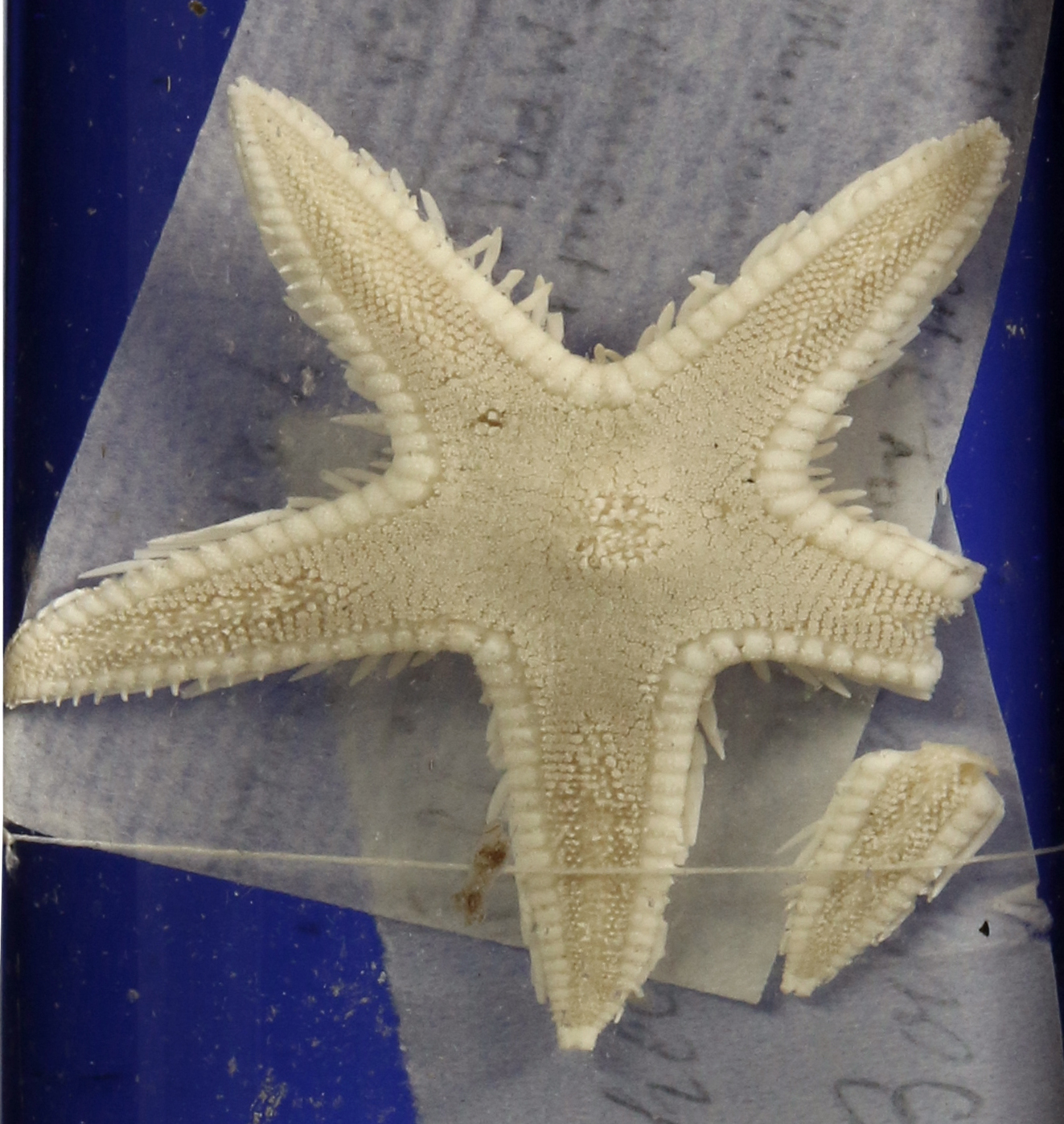
Astropecten hemprichi (MNHN)
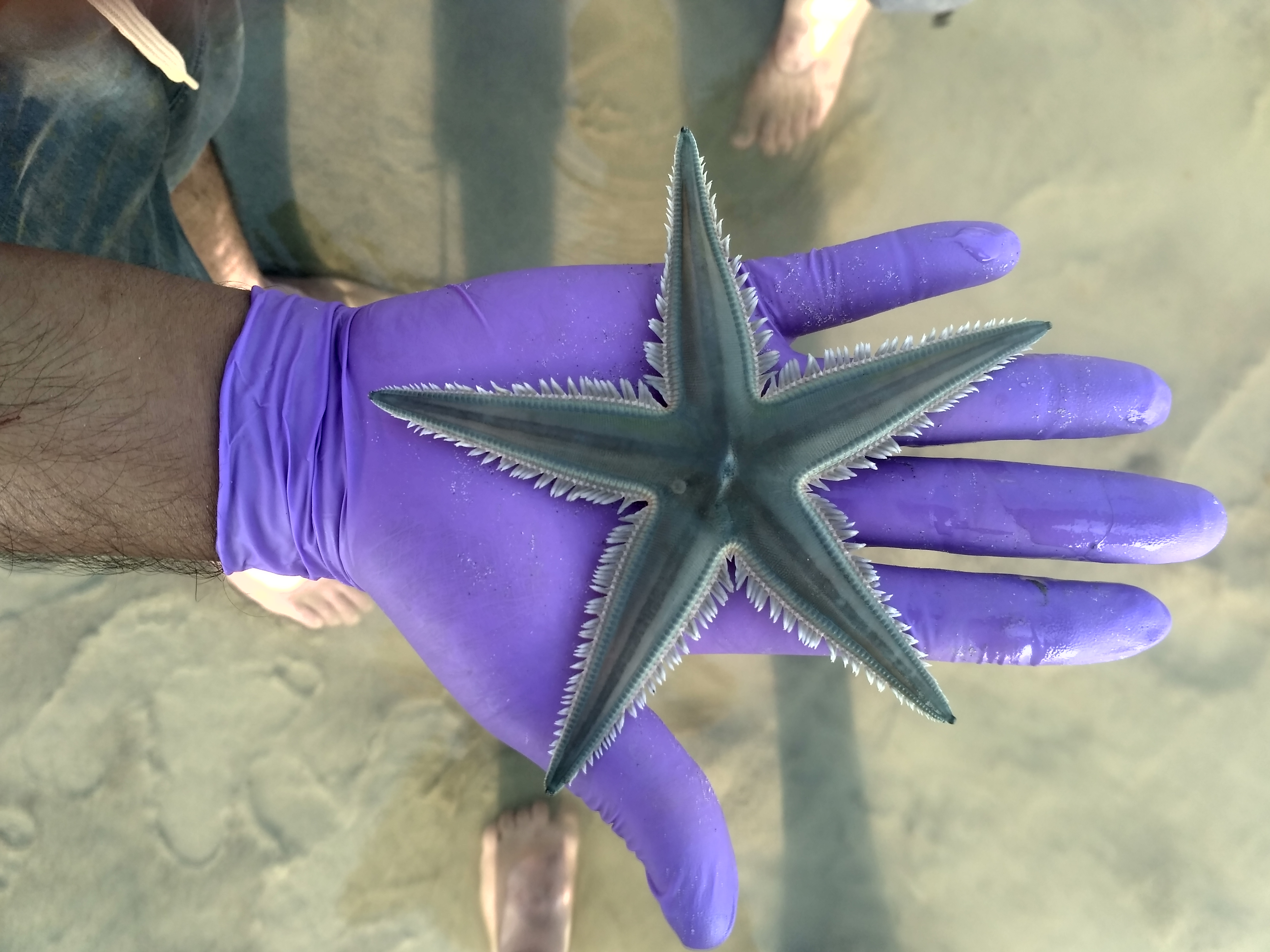
Astropecten indicus
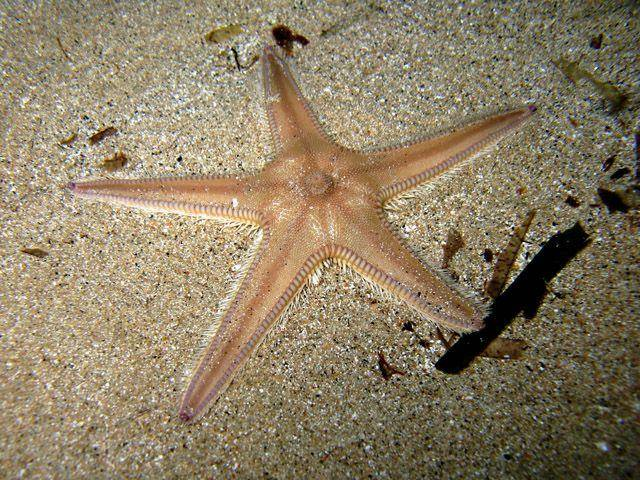
Astropecten irregularis
Astropecten javanicus
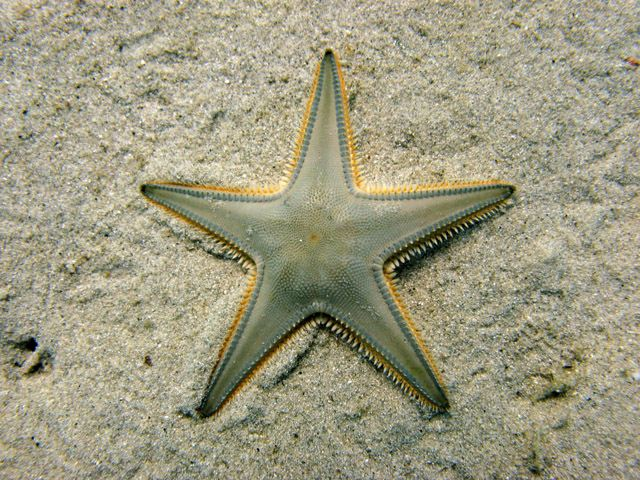
Astropecten jonstoni
Astropecten michaelseni var. ambiguus
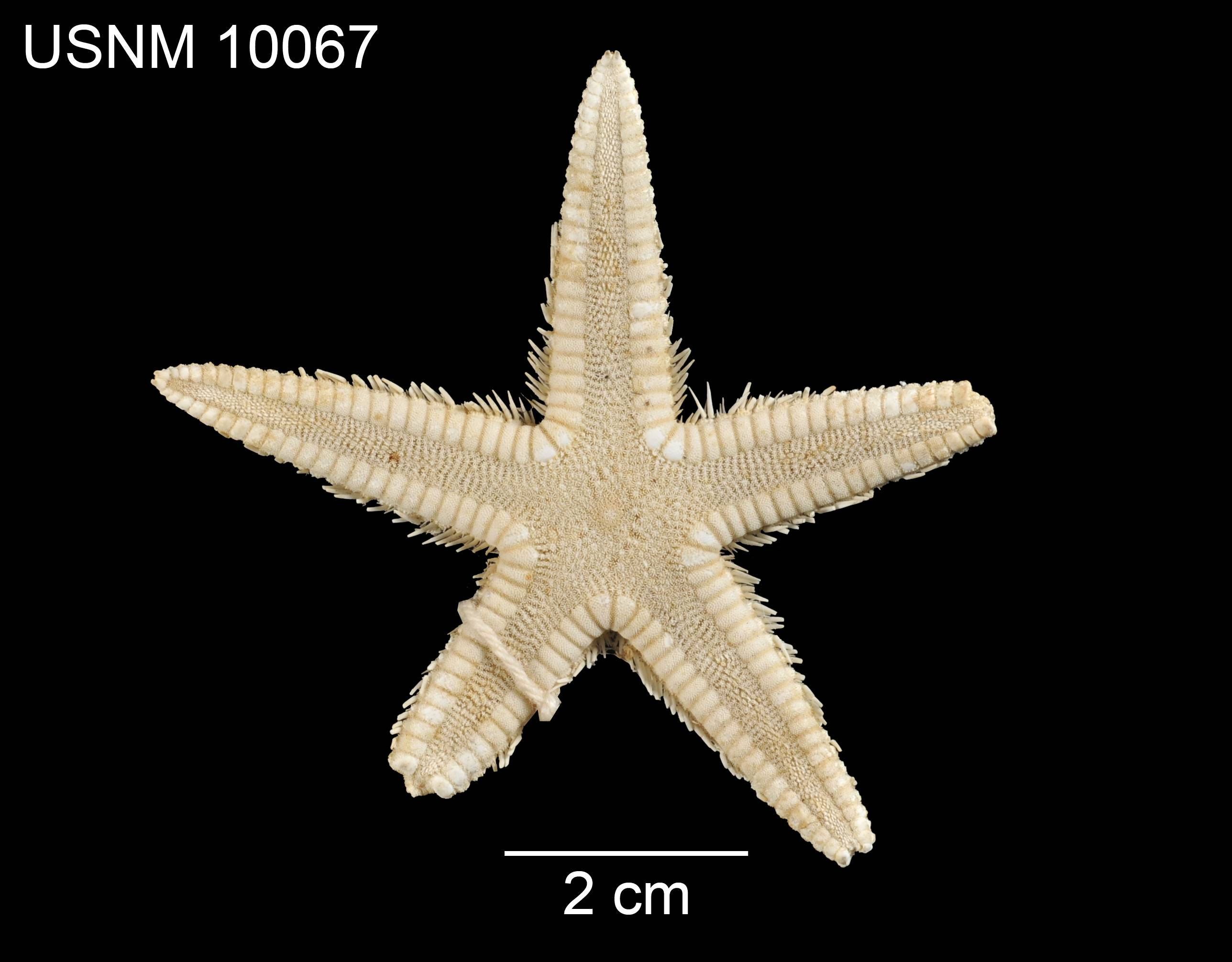
Astropecten nitidus
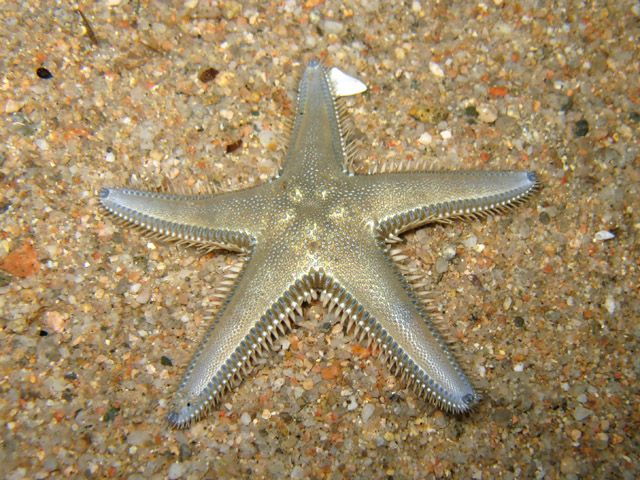
Astropecten platyacanthus
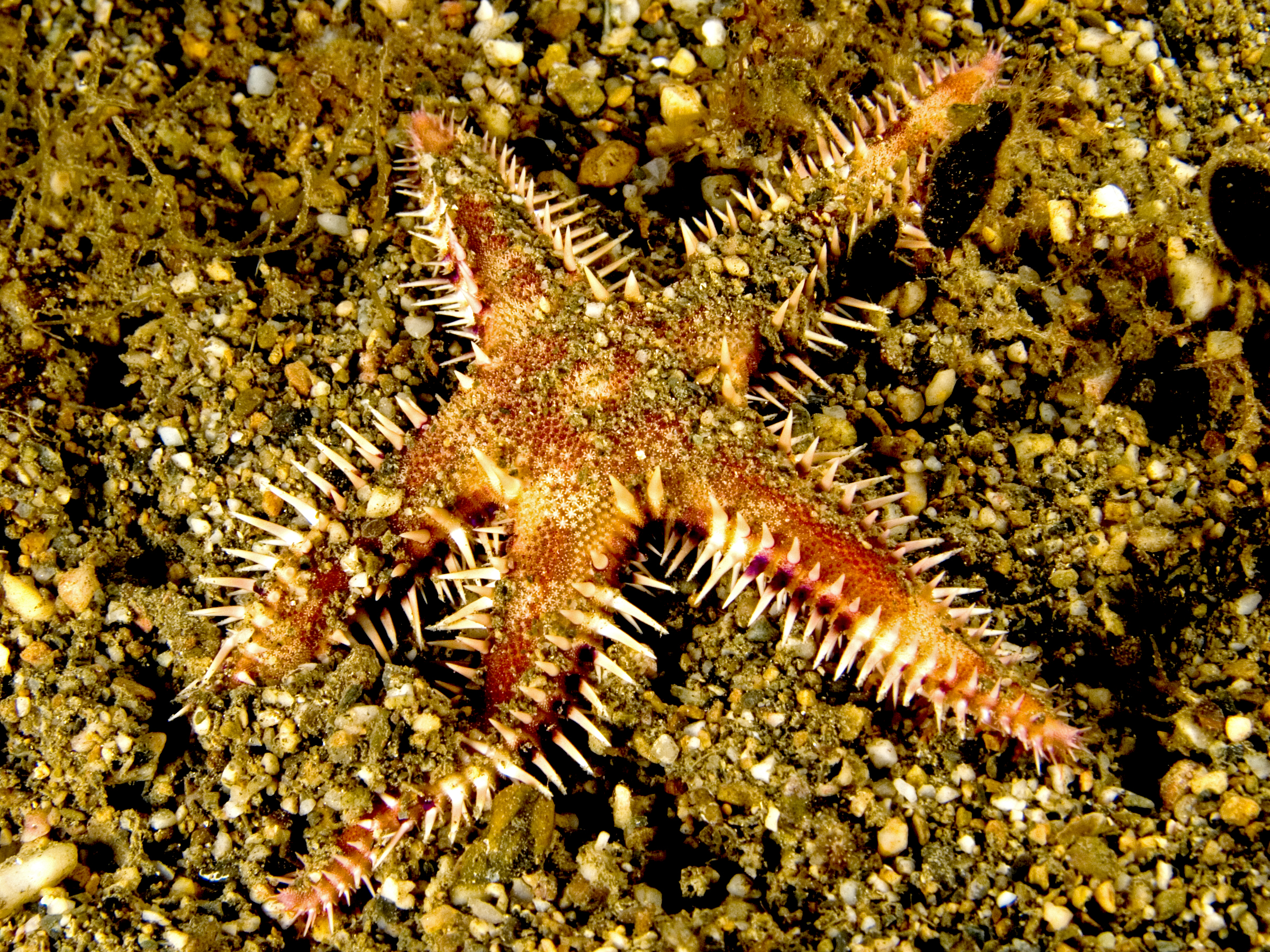
Astropecten polyacanthus
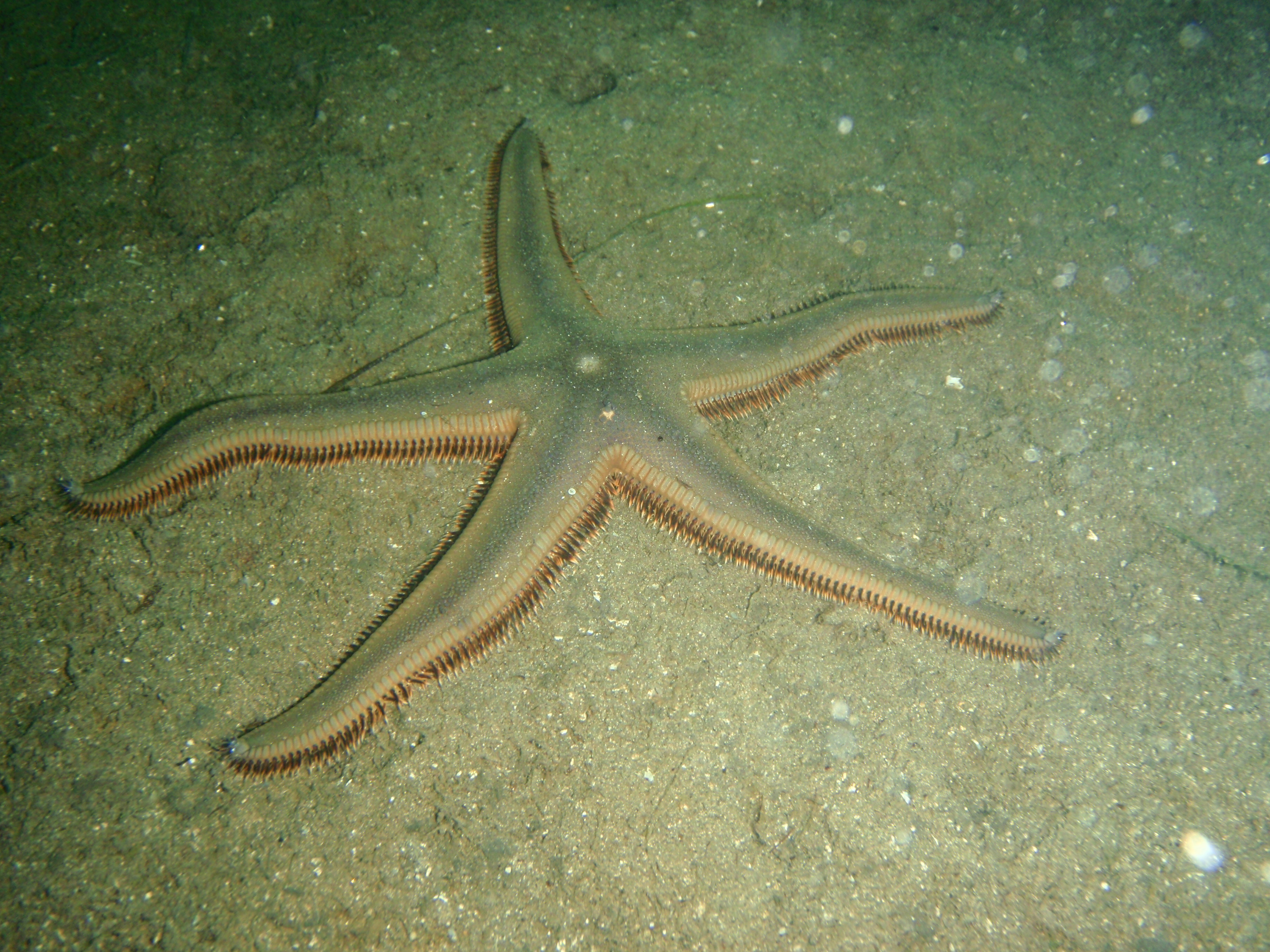
Astropecten preissei
Astropecten primigenius (NHMD)
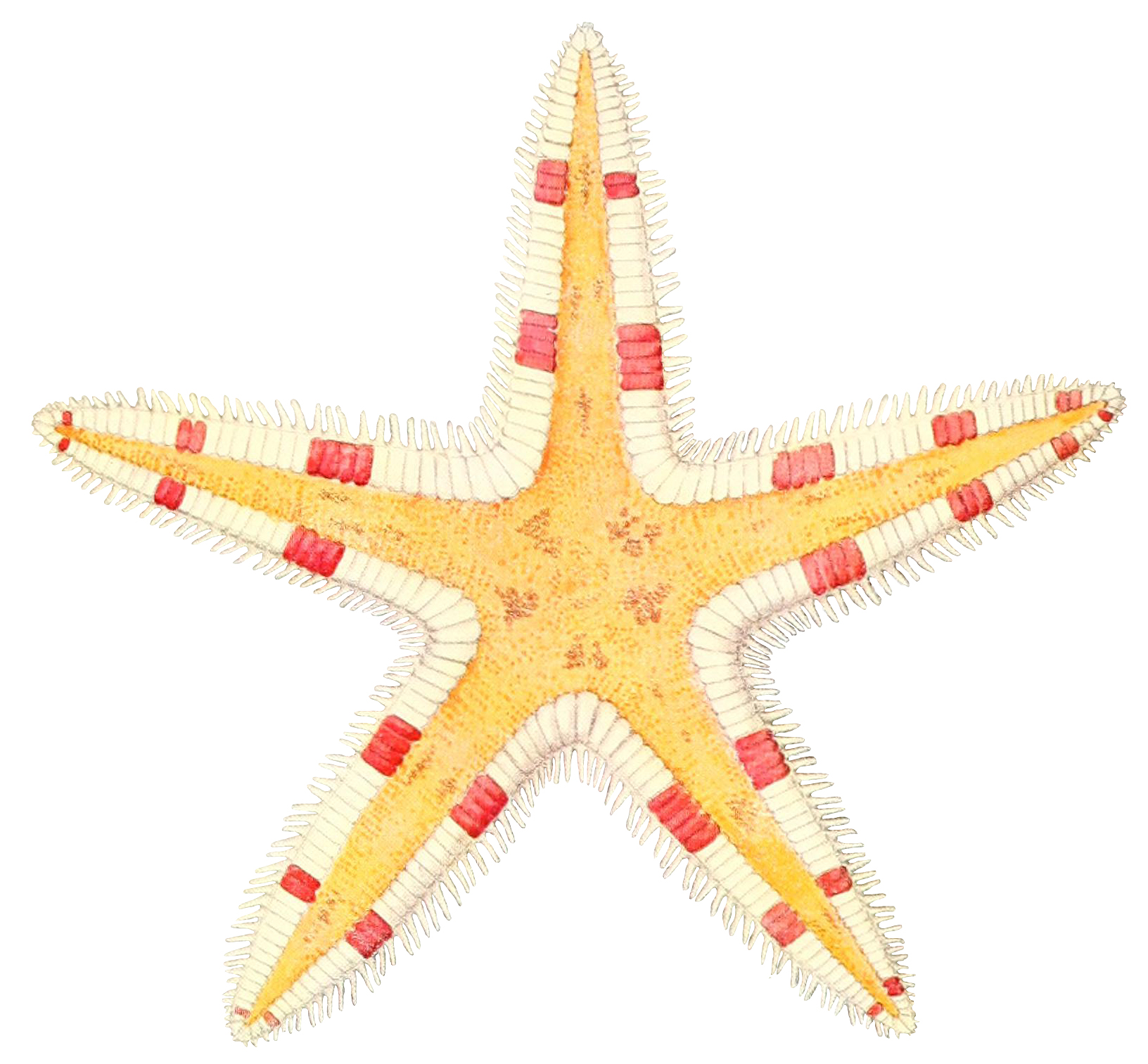
Astropecten pulcherrimus
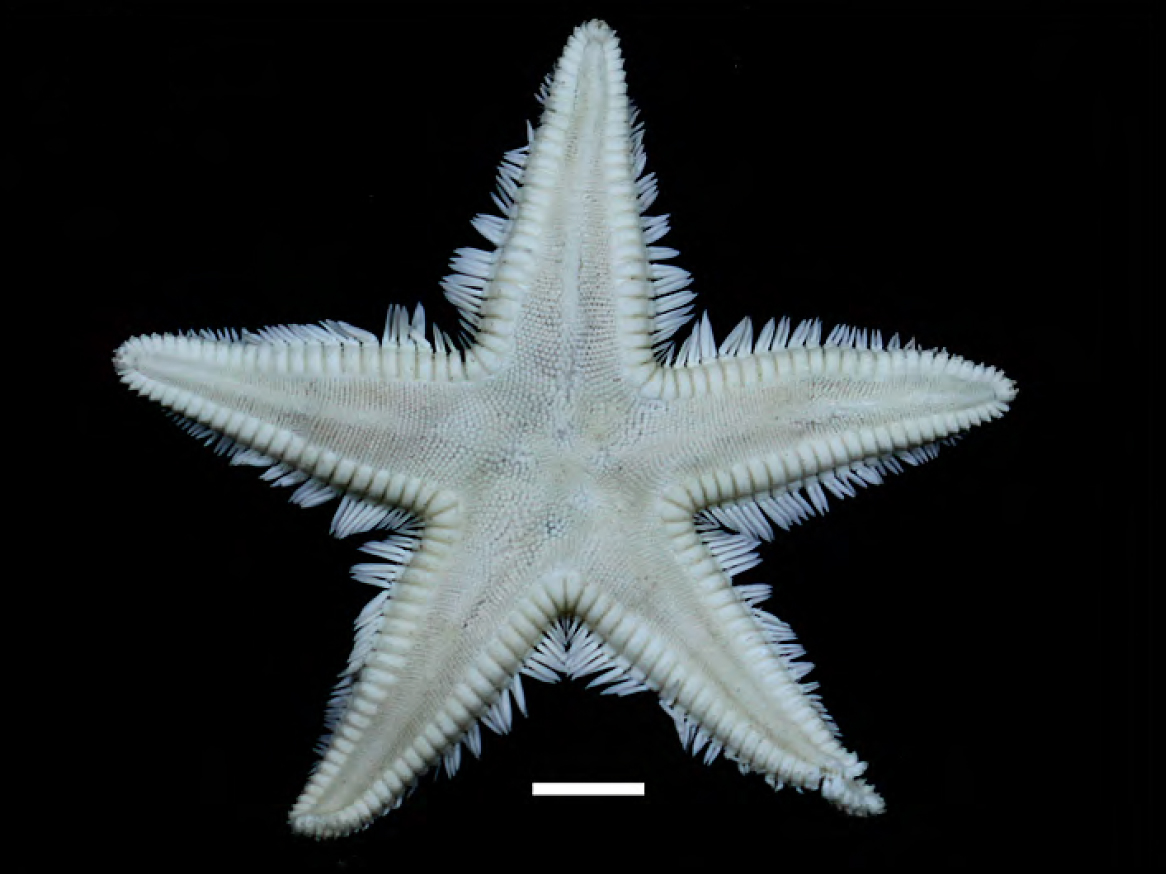
Astropecten regalis
Astropecten sanctaehelenae
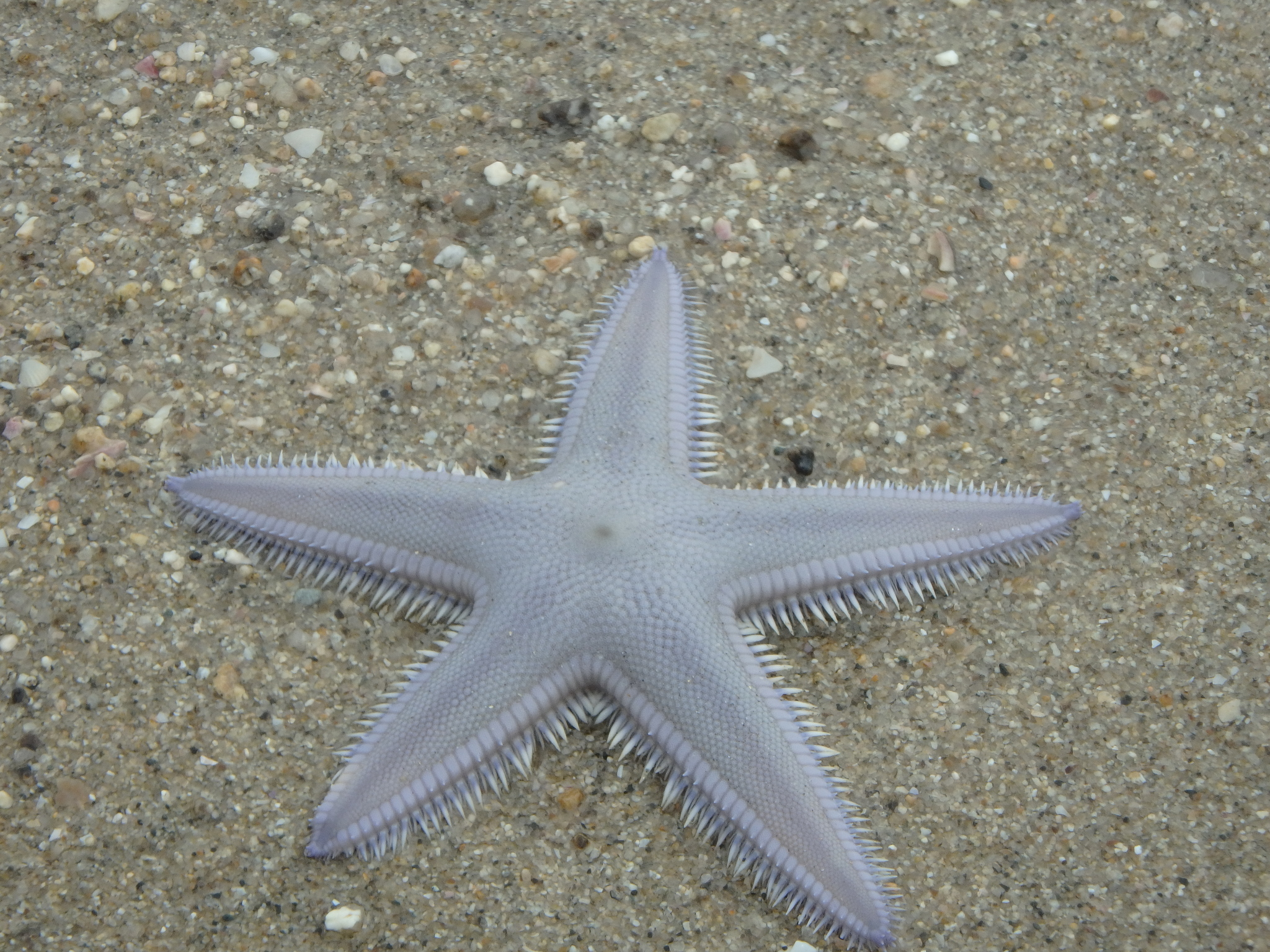
Astropecten scoparius
Astropecten spiniphorus
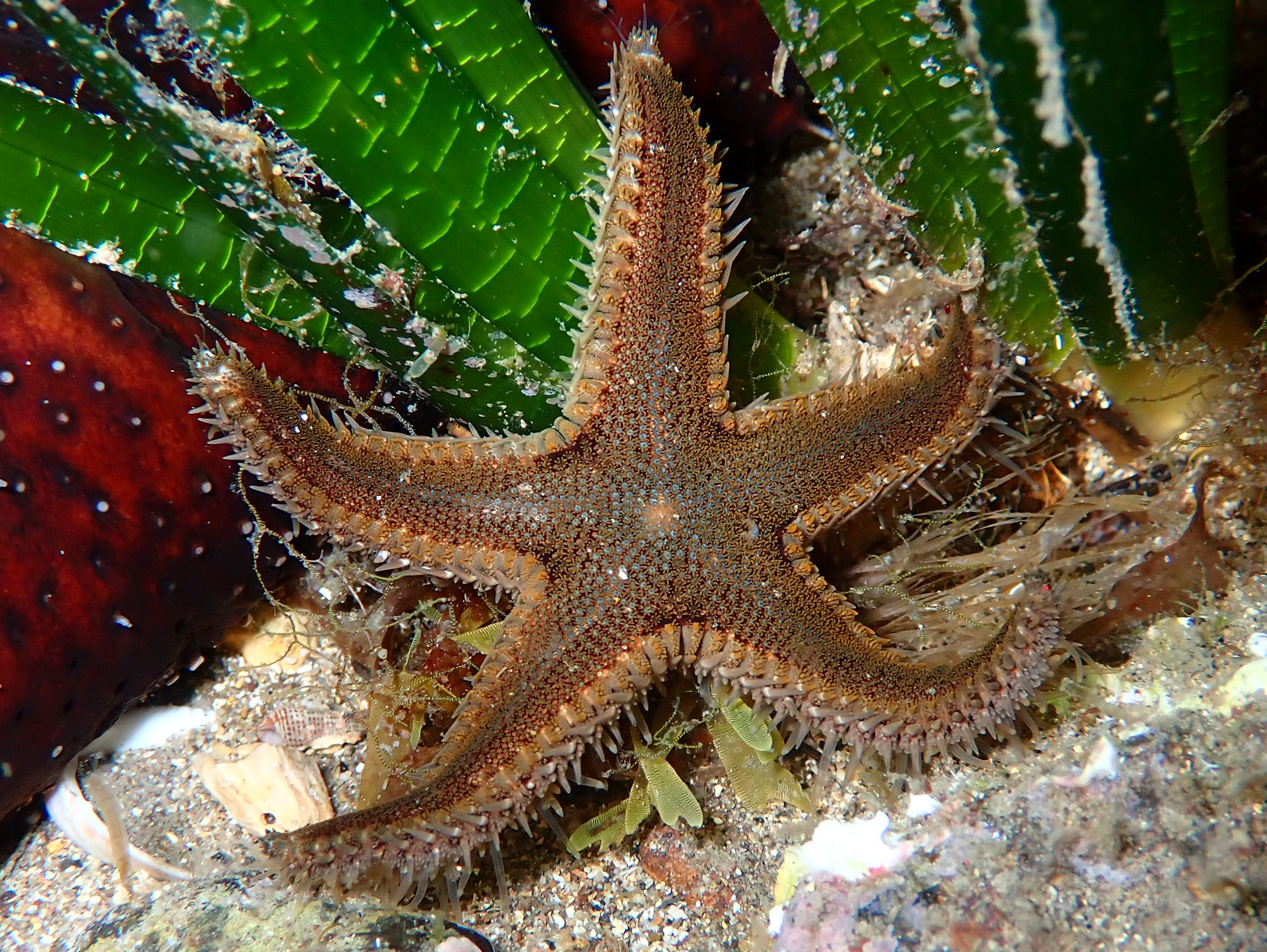
Astropecten spinulosus
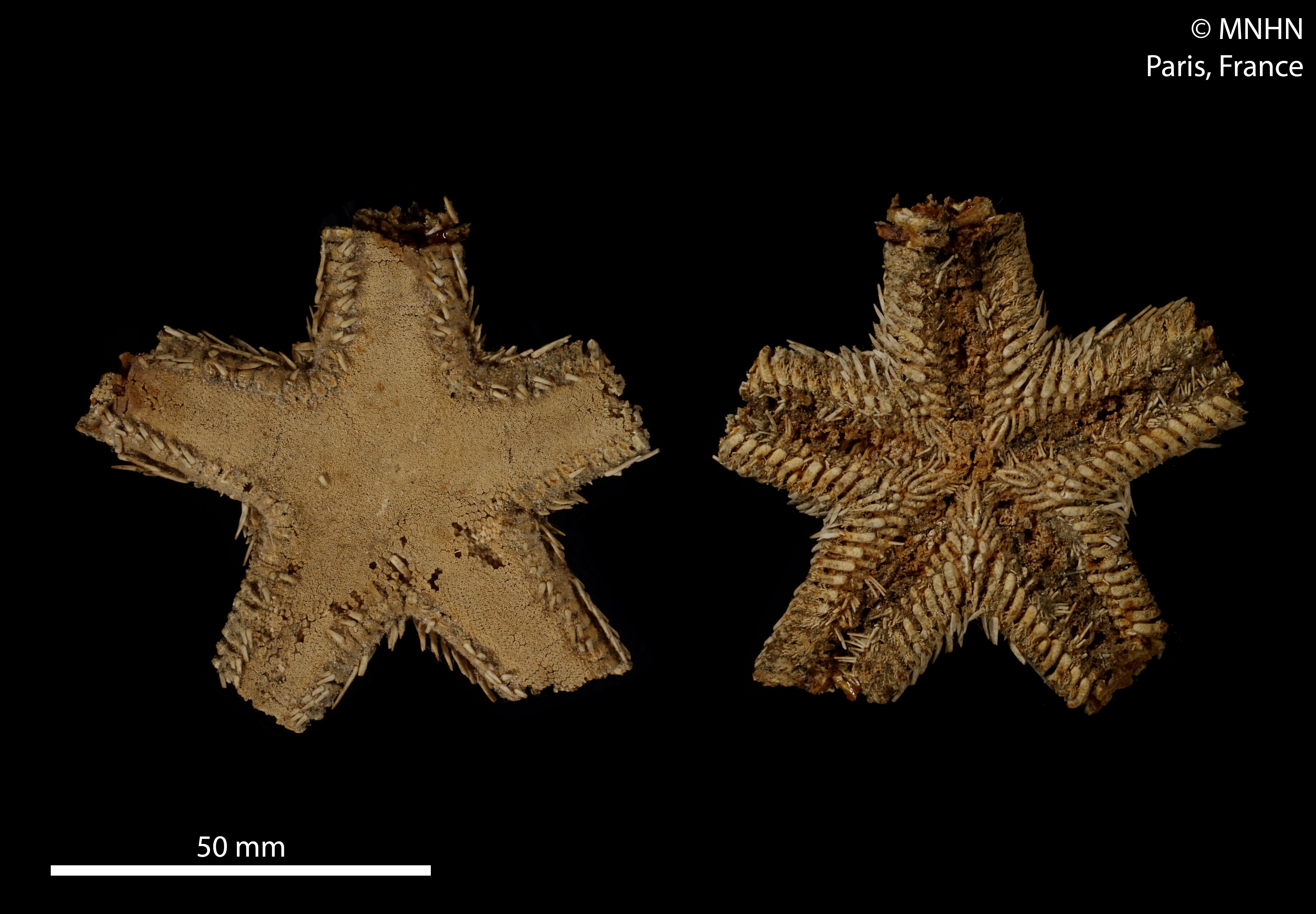
Astropecten triseriatus (MNHN)
Astropecten variabilis
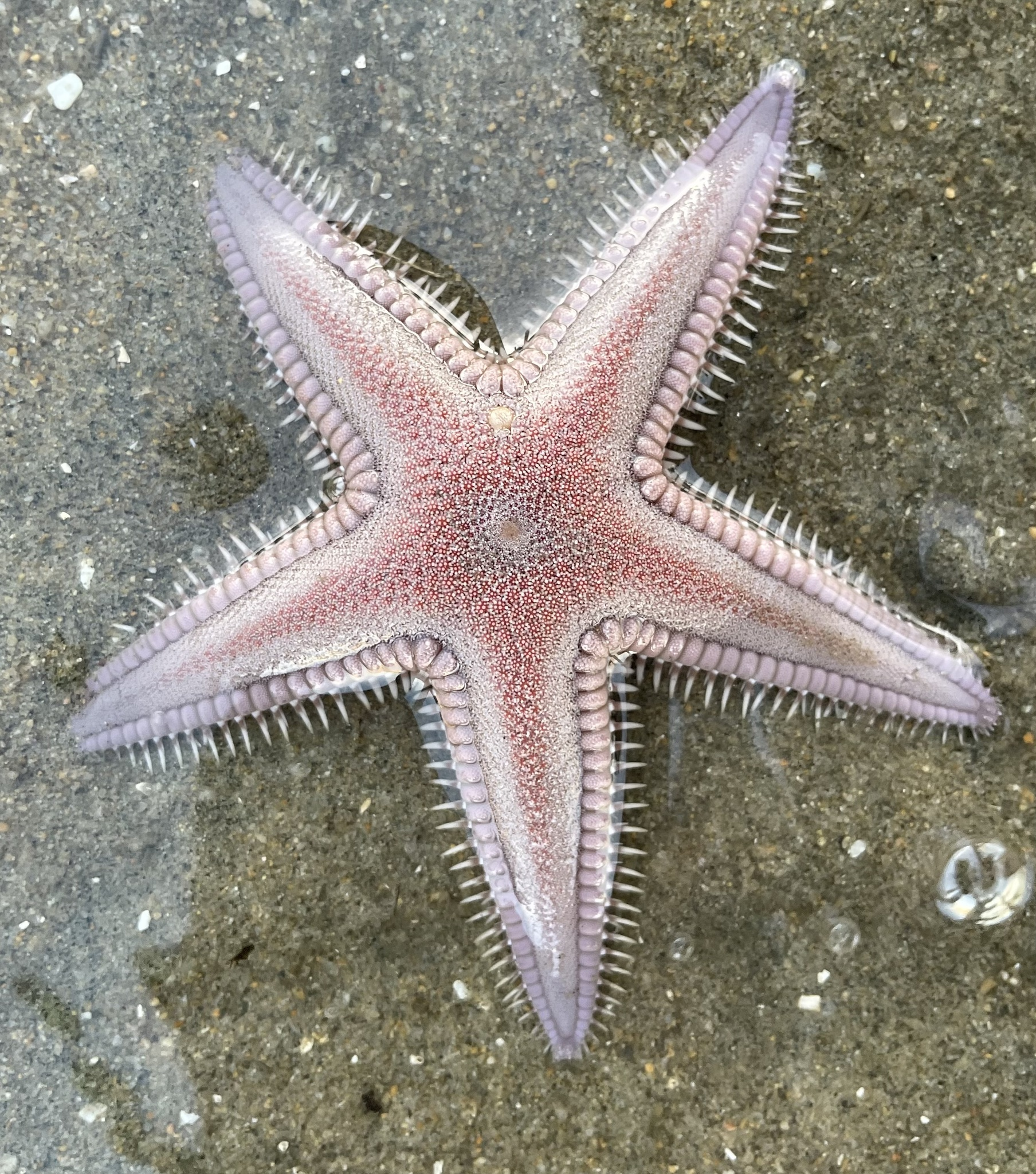
Astropecten verrilli
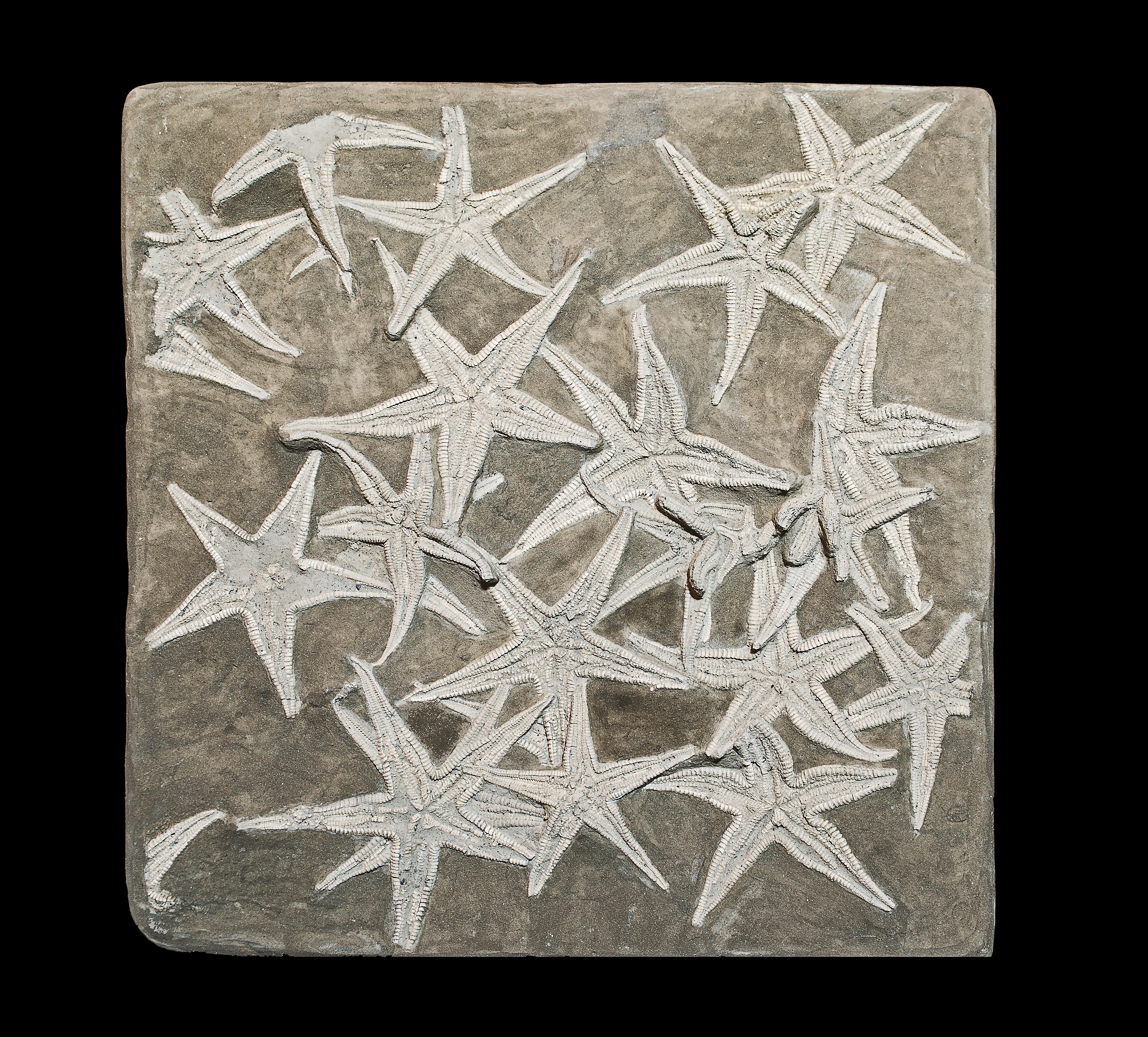
Astropecten lorioli (espèce fossile du Jurassique).